# Kulmbach

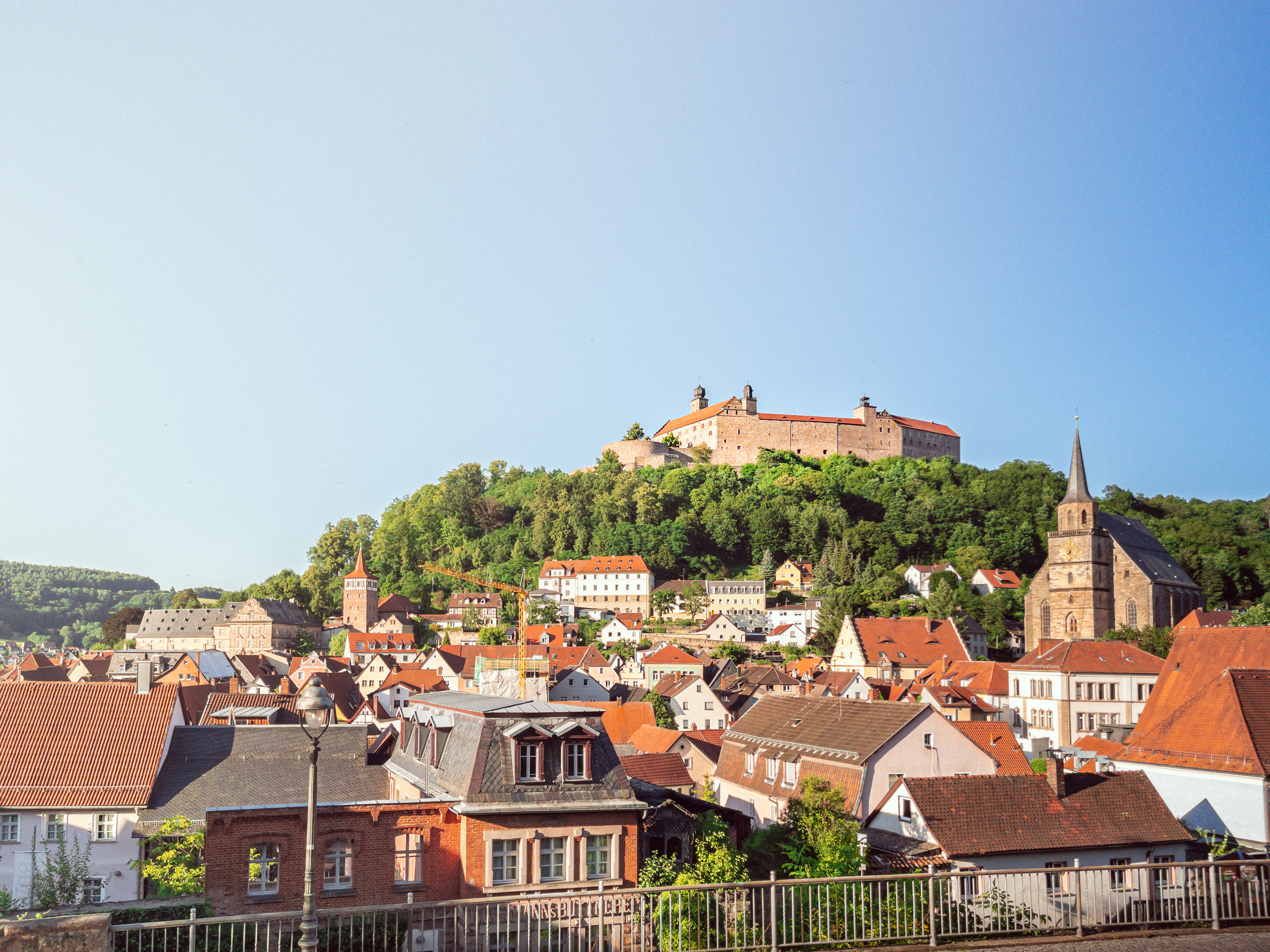
Blick auf die Stadt und auf die Plassenburg

Kulmbach ist eine Große Kreisstadt im oberfränkischen Landkreis Kulmbach und der Sitz des Landratsamtes. Die Mittelstadt liegt am Main, etwa 20 km nördlich von Bayreuth. Kulmbach ist im Landesentwicklungsprogramm Bayern seit 2013 planerisch als Oberzentrum ausgewiesen.
Die Stadt ist bekannt für das von der Kulmbacher Brauerei gebraute Bier, die über der Altstadt gelegene Plassenburg mit dem darin befindlichen Deutschen Zinnfigurenmuseum – die größte Zinnfigurensammlung der Welt, die Fakultät für Lebenswissenschaften (Lebensmittel, Ernährung und Gesundheit) – die jüngste der sieben Fakultäten der Universität Bayreuth und nicht zuletzt wegen der in Kulmbach produzierten und dort überall erhältlichen Kulmbacher Bratwurst.

## Geografie

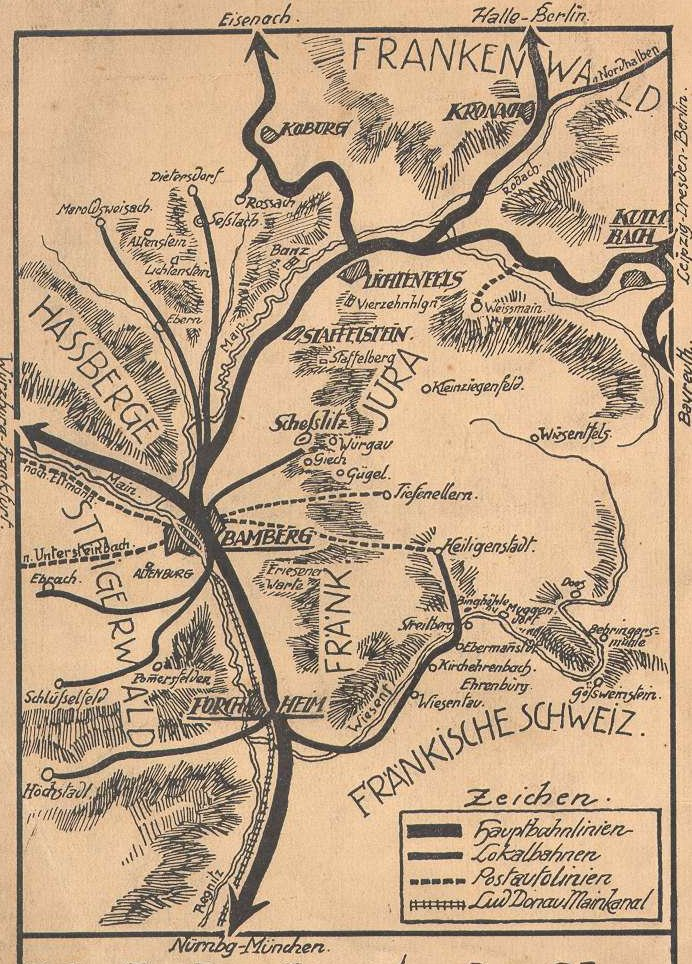
Verkehrskarte aus dem Jahr 1912 mit Frankenwald am oberen rechten Rand

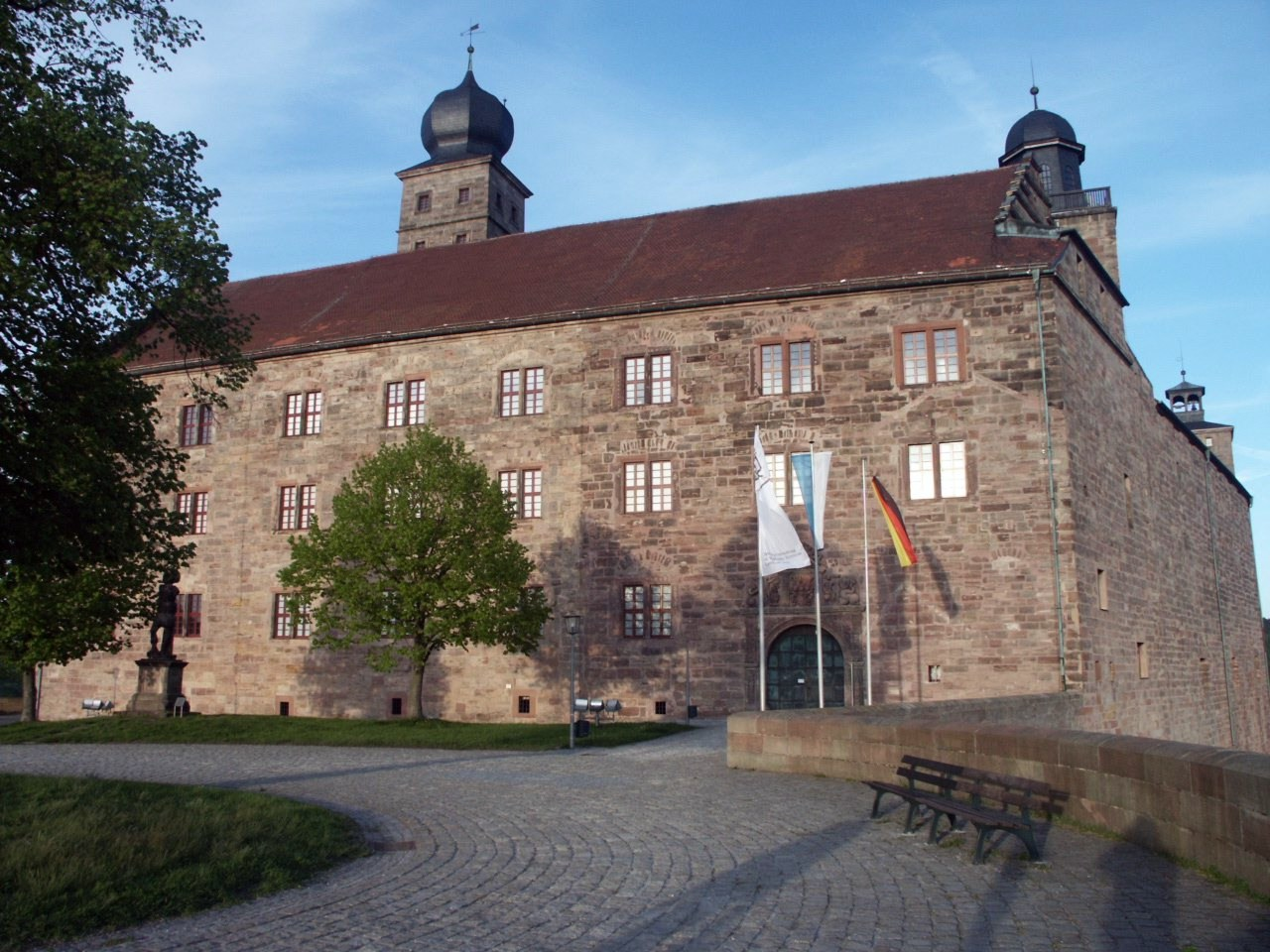
Plassenburg

### Geografische Lage
Kulmbach liegt in der Mitte des bayerischen Regierungsbezirkes Oberfranken, etwa 20 km nordwestlich von Bayreuth. Hof, Bamberg und Coburg liegen etwa 40 km entfernt. Am westlichen Stadtrand von Kulmbach, im Gemeindeteil Melkendorf unterhalb von Schloss Steinenhausen, vereinigen sich die beiden Quellflüsse des Mains, der Rote Main und der Weiße Main.

### Gemeindegliederung
Es gibt 76 Gemeindeteile (in Klammern ist der Siedlungstyp angegeben):
- Affalterhof (Einöde)
- Aichig (Dorf)
- Altenreuth (Weiler)
- Ameisloch (Einöde)
- Bärnhof (Einöde)
- Baumgarten (Dorf)
- Biegersgut (Einöde)
- Blaich (Pfarrdorf)
- Burghaig (Pfarrdorf)
- Donnersreuth (Dorf)
- Dörnhof (Weiler)
- Eggenreuth (Weiler)
- Einsiedel (Einöde)
- Esbach (Weiler)
- Forstlahm (Dorf)
- Frankenberg (Dorf)
- Frischenmühle (Einöde)
- Gelbe Weiden (Weiler)
- Gemlenz (Einöde)
- Gößmannsreuth (Dorf)
- Grafendobrach (Dorf)
- Grünbaum (Einöde)
- Grundhaus (Einöde)
- Herlas (Siedlung)
- Hitzmain (Weiler)
- Höferänger (Dorf)
- Höfstätten (Weiler)
- Holzmühle (Einöde)
- Katschenreuth (Dorf)
- Kauernburg (Dorf)
- Kessel (Weiler)
- Kirchleus (Pfarrdorf)
- Kulmbach (Hauptort)
- Lehenthal (Pfarrdorf)
- Leuchau (Dorf)
- Lindig (Weiler)
- Lösau (Dorf)
- Mangersreuth (Pfarrdorf)
- Melkendorf (Pfarrdorf)
- Metzdorf (Weiler)
- Neufang (Einöde)
- Niederndobrach (Dorf)
- Oberauhof (Weiler)
- Oberdornlach (Dorf)
- Oberkodach (Weiler)
- Oberndorf (Einöde)
- Oberpurbach (Dorf)
- Oberzettlitz (Dorf)
- Petzmannsberg (Weiler)
- Plassenburg (Burg)
- Plosenberg (Einöde)
- Pörbitsch (Weiler)
- Priemershof (Weiler)
- Ramscheid (Weiler)
- Rosengrund (Weiler)
- Rothenhügl (Einöde)
- Rother Hügel (Weiler)
- Sackenreuth (Einöde)
- Schwarzholz (Einöde)
- Seidenhof (Dorf)
- Steinenhausen (Schloss)
- Steinhaus (Einöde)
- Tiefenbach (Einöde)
- Unterdornlach (Dorf)
- Unterkodach (Weiler)
- Unterpurbach (Dorf)
- Unterzettlitz (Dorf)
- Venetianischer Stadel (Einöde)
- Wadel (Einöde)
- Wehrhaus (Einöde)
- Weiher (Dorf)
- Weinbrücke (Weiler)
- Welzmühle (Einöde)
- Wickenreuth (Dorf)
- Windischenhaig (Dorf)
- Ziegelhütten (Pfarrdorf)

Es gibt auf dem Gemeindegebiet die Gemarkungen Blaich, Burghaig, Höferänger, Katschenreuth (Gemarkungsteil 0), Kauernburg, Kirchleus, Kulmbach, Kulmbacher Forst (Gemarkungsteil 1), Lehenthal, Leuchau (Gemarkungsteil 0), Lösau, Mangersreuth, Melkendorf, Metzdorf, Oberdornlach und Ziegelhüttener Forst. Die Gemarkung Kulmbach hat eine Fläche von 6,515 km². Sie ist in 3720 Flurstücke aufgeteilt, die eine durchschnittliche Fläche von 1751 m² haben. In ihr liegt neben dem namensgebenden Ort der Gemeindeteil Plassenburg.

## Geschichte

### Erste Besiedlung und Grafen von Schweinfurt
Aus der Zeit um 900 n. Chr. ist eine Kleinsiedlung im heutigen Stadtteil Spiegel bekannt, die aus einem Forsthof und einem bewehrten Fronhof zum Schutz des Mainübergangs am Grünwehr bestand. Das Gebiet ging später an die Grafen von Schweinfurt über, die sich in der Herrschaftsausübung meist von den Walpoten vertreten ließen.
Zum ersten Mal wurde der Name Kulmbach als „kulma“ in einer Schenkungsurkunde in der Alkuinbibel zwischen 1028 und 1040 erwähnt. Der Name stammt von einem Bach, der vom Berg herunterkommt (Culmin-aha, Culmna). Dieser Bach wurde später wegen eines Missverständnisses in Kohlenbach umbenannt.

### Grafen von Dießen-Andechs

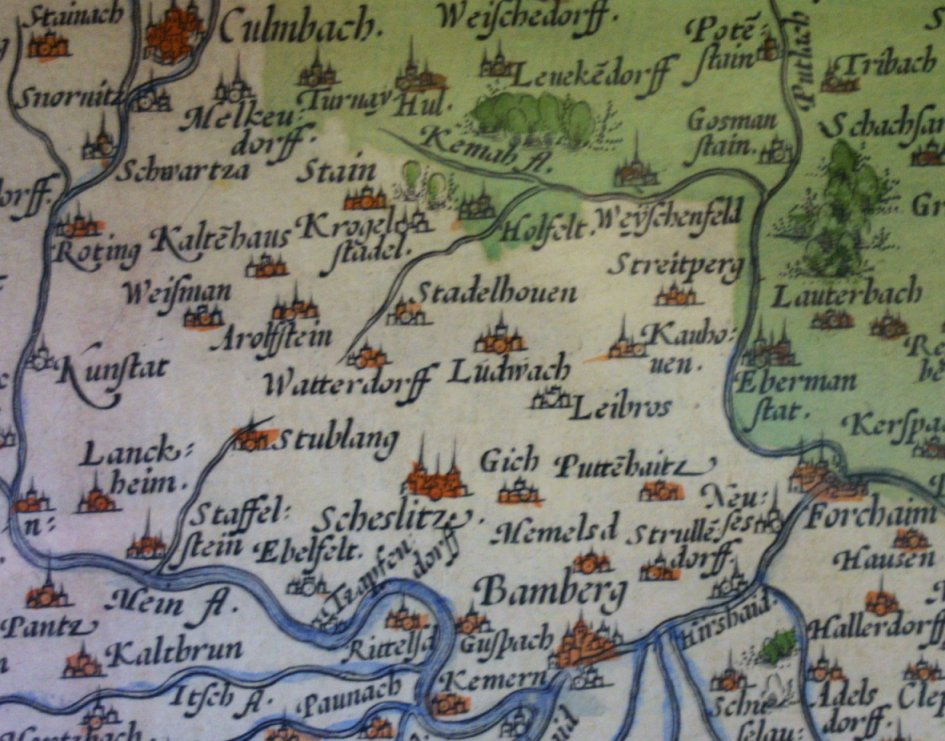
Alte Karte mit dem Gebiet Bamberg (unten) bis Kulmbach (oben) aus dem 16. Jahrhundert. Nach Osten (oben) ist die Karte stark verzerrt.

Als die Schweinfurter Grafen im Mannesstamme ausstarben, kam Kulmbach durch die Heirat der Erbtochter Gisela mit Graf Arnold von Dießen an das Geschlecht der Dießen-Andechser.
Die Grafen erwarben weitere Gebiete rund um Kulmbach, erbauten im ersten Drittel des zwölften Jahrhunderts die erste Veste Plassenburg und gründeten in der heutigen Oberen Stadt eine Marktsiedlung und eine Kirche. Die Andechser erhielten im Jahre 1180 von Kaiser Barbarossa die Reichsfürstenwürde und den Herzogstitel von Meranien nach dem Ort Marano zwischen Venedig und Triest (heute Marano Lagunare).
Um 1231 erhielt Kulmbach Stadtrechte. Anstelle der alten Plassenburg, über deren Standort man sich nicht sicher ist, bauten die Herzöge auf einem Bergsporn oberhalb Kulmbachs eine neue Burg. Mit dem letzten Herzog von Meranien, Otto II., der 1248 kinderlos starb, endete die Herrschaft der Meranier.

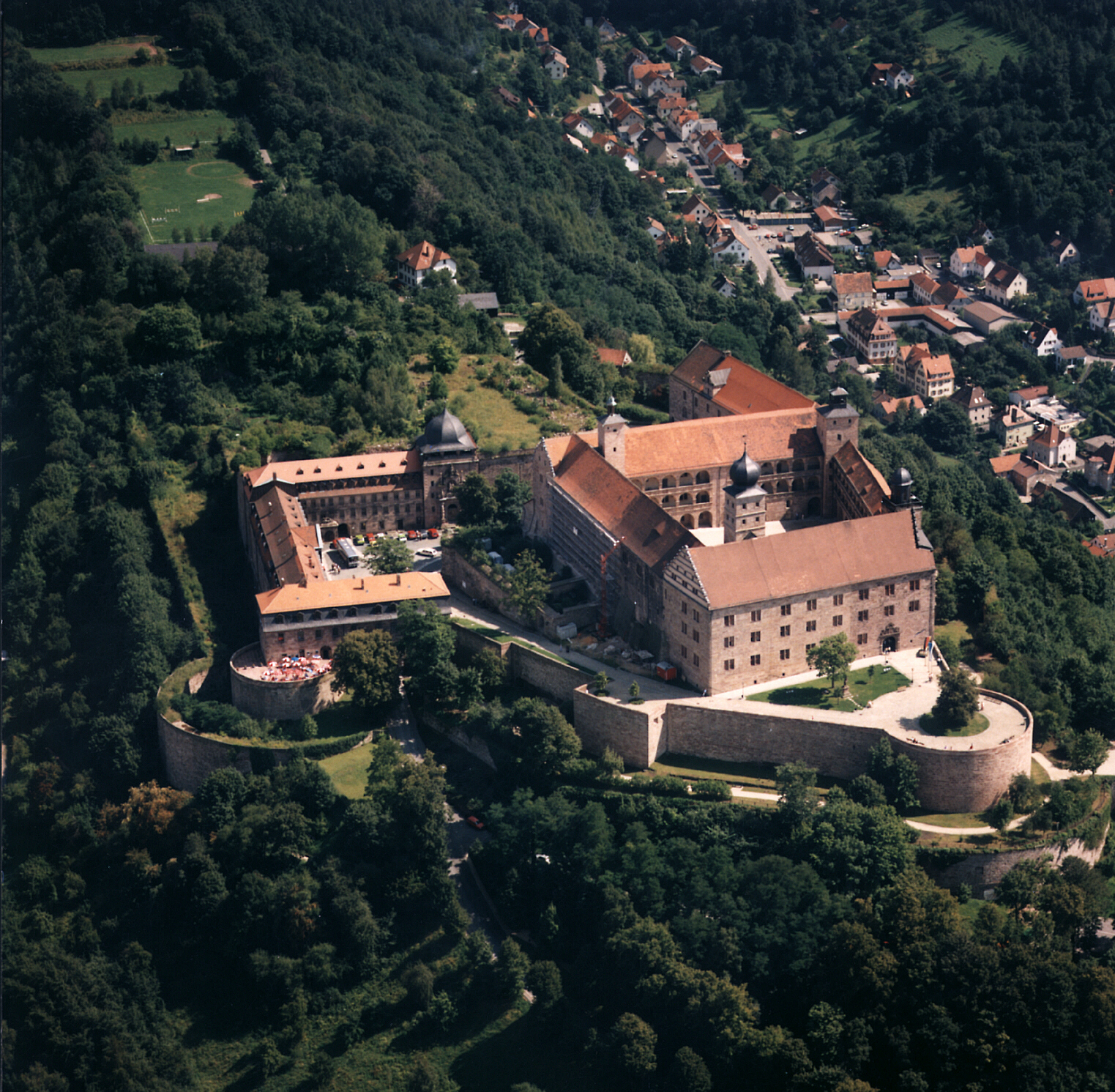
Die Plassenburg von oben

### Orlamünder und Hohenzollern (bis 1553)
Nach jahrelangen Erbstreitigkeiten fiel die Herrschaft Plassenburg und damit Kulmbach 1260 an das thüringische Grafengeschlecht Orlamünde. Die Orlamünder vollendeten die neue Plassenburg und gründeten das Kloster Himmelkron. Schließlich verpfändeten sie Burg und Stadt. 1340 übernahmen nach dem Tode des letzten Orlamünde auf Grund eines Vertrages die Burggrafen von Nürnberg aus dem Geschlecht der Hohenzollern Kulmbach und die Plassenburg.
Bis ins 17. Jahrhundert wurde die Plassenburg Residenz des Burggrafenamtes, später des hohenzollernschen Fürstentums Kulmbach (auch: Brandenburg-Kulmbach, bzw. nach 1604 Brandenburg-Bayreuth). Durch die günstige Lage an den Alt- und Geleitstraßen nach Bamberg, Nürnberg, Eger, Hof und Leipzig blühte der Handel in der Stadt – es bildeten sich Zünfte der Tuchmacher, Barchentweber, Färber und Seidensticker. Im Jahre 1398 lebten in Kulmbach 1500 bis 2000 Einwohner, dies lässt sich aus einem burggräflichen Bestandsverzeichnis über Grundstücke, Häuser und Steuern entnehmen. Die Stadt wurde regiert von einem herrschaftlichen Vogt, dem Bürgermeister und einem Rat angesehener Bürger.
Durch die Übertragung des Fürstenprivilegs 1363, der Kurwürde und des Besitzes der Mark Brandenburg 1415 nannten sich danach alle fränkischen Hohenzollern Markgrafen von Brandenburg-Kulmbach. Von 1411 bis 1529 standen Kulmbacher als Kanzler an der Spitze der Verwaltung der Mark Brandenburg (Friedrich Sesselmann, Sigismund Zehrer und Sebastian Stublinger).
Am 31. Januar 1430 brandschatzten die Hussiten die Stadt.
Im Zuge des Wiederaufbaus der weitgehend zerstörten Stadt wurde auch die Petrikirche in spätgotischem Stil wiedererrichtet, in der unter Markgraf Georg dem Frommen 1528 der erste evangelische Gottesdienst gefeiert wurde.
In Kulmbach bestand vor 1573 ein mittelalterliches Leprosorium; später existierte davon noch die Nikolaus-Kapelle, die 1666 vergrößert wurde.

### Der Konraditag
Markgraf Albrecht Alcibiades wollte ganz Franken unter seine Herrschaft bringen und ein fränkisches Herzogtum gründen. Damit zog er sich die Gegnerschaft der Bistümer Bamberg und Würzburg zu, die sich mit der Freien Reichsstadt Nürnberg verbündeten. Im Bundesständischen Krieg, auch (2.) Markgräflerkrieg genannt, nahm diese Allianz am Konraditag (benannt nach dem heiligen Konrad von Konstanz), dem 26. November 1553, Kulmbach ein und plünderte die Stadt (→ Belagerung von Kulmbach und der Plassenburg). Am 21. Oktober 1554 wurde auch die Plassenburg, deren Besatzung den Feinden bis dahin standgehalten hatte, in Brand gesteckt und zerstört. Die Schlacht ist im Deutschen Zinnfigurenmuseum in Kulmbach nachgestellt.

### Hohenzollern (nach 1553) und Preußen
Ab 1557 wurde die Stadt unter dem neuen Markgrafen Georg Friedrich wieder aufgebaut, 1559 begann auch der Wiederaufbau der Plassenburg zu einem der bedeutendsten Renaissancebauwerke in Deutschland. Allerdings verlegte der Nachfolger Georg Friedrichs, Markgraf Christian, den Sitz der Residenz 1604 in das benachbarte Bayreuth, da die Plassenburg nicht mehr den Vorstellungen des höfischen Absolutismus genügte, führte den Aufbau der Festung jedoch auch zu Ende. Die Residenz wurde später allerdings mehrmals nach Kulmbach zurückverlegt, einmal 1605 wegen eines Stadtbrandes in Bayreuth und dann im Dreißigjährigen Krieg aus Sicherheitsgründen. Kulmbach wurde als protestantische Stadt von den kaiserlichen Truppen gebrandschatzt, die Plassenburg erwies sich jedoch als uneinnehmbar.
Nachdem die Residenz 1642 endgültig nach Bayreuth verlegt worden war, verlor Kulmbach seine politische Bedeutung. Somit lassen sich über die folgenden Jahre keine bedeutenden Fakten finden. Als Markgraf Carl Friedrich Alexander das Markgraftum Brandenburg-Bayreuth wegen seiner Geliebten Lady Elizabeth Craven an seinen Vetter, den König von Preußen verkaufte, wurde am 16. Januar 1791 auch Kulmbach preußisch. Die Plassenburg nutzte man in den folgenden Jahren als Lager für französische Kriegsgefangene.

### Franzosen und Bayern (1806–1933)
Da die Plassenburg ein strategisches Hindernis für die im Jahre 1806 in den Krieg gegen Preußen ziehenden französischen und bayerischen Truppen darstellte, wurde die Stadt Kulmbach im Oktober und November 1806 besetzt. Nach der Kapitulation ihrer preußischen Besatzung wurden die Wehrmauern der Plassenburg geschleift, um sie als Festung militärisch wertlos zu machen. Schließlich wurde Kulmbach im Jahr 1810 Bayern zugesprochen.
Im Jahre 1846 bekam die Stadt einen Anschluss an die König-Ludwig-Süd-Nord-Bahn. Das hatte ein enormes Wirtschaftswachstum zur Folge, weil damit der Export von Gütern entschieden erleichtert wurde. 1863 wurde mit der „Mechanischen Baumwollenspinnerei Kulmbach“ der erste große Industriebetrieb in Form einer Aktiengesellschaft in Kulmbach gegründet. Das Unternehmen firmierte ab 1870 als Kulmbacher Spinnerei. Die Anzahl von Brauereien wuchs auf 26 bis zum Jahr 1882.
Im Jahre 1890 wurde Kulmbach kreisfreie Stadt.

### Zeit des Nationalsozialismus
Gegen Ende der 1920er Jahre gewann die Nationalsozialistische Deutsche Arbeiterpartei (NSDAP) deutlich an Einfluss – Kulmbach wurde eine ihrer mitgliederstärksten Hochburgen in Bayern. 1933 übernahm die Partei in der Stadt die Macht, und auf der Plassenburg wurde die Reichsschule der deutschen Technik eingerichtet. Dafür bekam Kulmbach mit dem ersten Abschnitt der heutigen Bundesautobahn 70 einen Autobahnanschluss.
Die letzten noch in Kulmbach lebenden jüdischen Familien wurden von den Nationalsozialisten in Baracken in Ziegelhütten und der Pörbitsch verbannt. Am Morgen des 24. April 1942 wurden sie zum Güterbahnhof kommandiert und in das Vernichtungslager Sobibor deportiert, wo sie am 6. Juni 1942 in Gaskammern ermordet wurden; damit war Kulmbach „judenrein“.
Anfang 1945 wurde Kulmbach kampflos von den amerikanischen Truppen eingenommen.

### Nach 1945
Bei der Kreisgebietsreform wurden am 1. Juli 1972 die Landkreise Kulmbach und Stadtsteinach zusammengelegt. Kulmbach wurde zum Sitz des Landkreises bestimmt.

### 21. Jahrhundert
Im Jahre 2010 fand in Kulmbach der 5. Tag der Franken statt, der unter dem Motto „Franken genießen“ stand. Am 1. Januar 2024 trat die Stadt dem Verkehrsverbund Großraum Nürnberg (VGN) bei.

### Eingemeindungen
Am 1. Januar 1902 wurde die Gemeinde Blaich eingegliedert. Am 1. April 1946 kamen Kauernburg, Mangersreuth und Metzdorf hinzu. Am 1. Juli 1972 folgte im Zuge der Gebietsreform in Bayern die Gemeinde Burghaig. Höferänger, das bis 1955 Unterdornlach hieß, kam am 1. Januar 1974 hinzu. Kirchleus, Lehenthal, Lösau und Oberdornlach folgten am 1. Januar 1976. Katschenreuth, Leuchau (ohne das am 1. Januar 1972 eingegliederte Langenstadt) und Melkendorf schlossen am 1. Juli 1976 die Reihe der Eingemeindungen ab.

### Einwohnerentwicklung

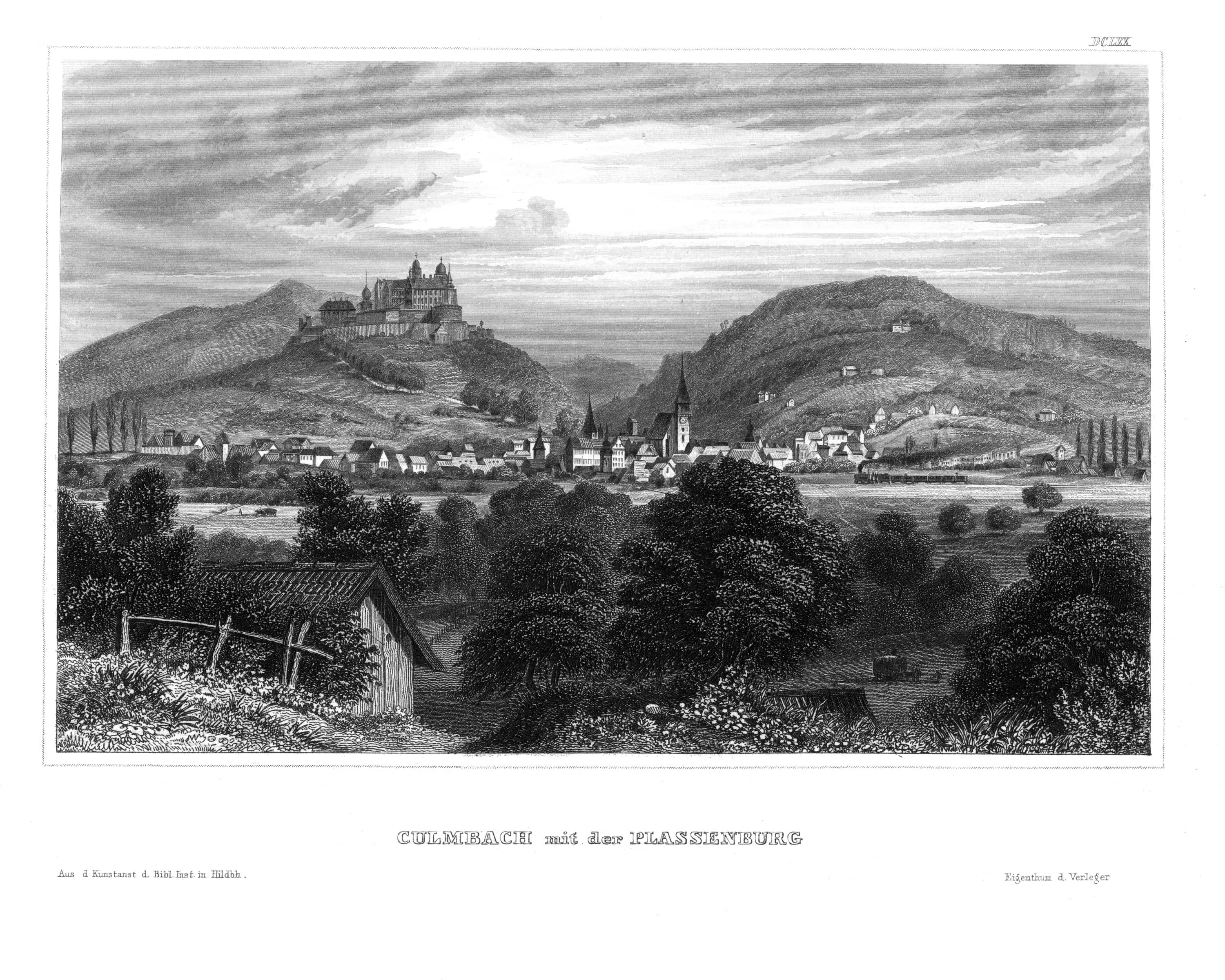
Historische Ansicht von Kulmbach

Im Zeitraum 1988 bis 2018 sank die Einwohnerzahl von 27.116 auf 25.915 bzw. um 4,4 %. Am 31. Dezember 1996 hatte die Stadt 28.488 Einwohner. Beim Zensus am 9. Mai 2011 betrug die Einwohnerzahl der Großen Kreisstadt Kulmbach 26.678.
Gemeinde Kulmbach
| Jahr      | 1818   | 1840   | 1852   | 1861   | 1867   | 1871   | 1875   | 1880   | 1885   | 1890   | 1895   | 1900   | 1905   | 1910   | 1919   | 1925   | 1933   | 1939   |
| Einwohner | 3651   | 3966   | 3749   | 3771   | 4743   | 4939   | 5216   | 5815   | 6303   | 6999   | 8112   | 9428   | 10543  | 10731  | 10406  | 11874  | 12089  | 12641  |
| Häuser    | 482    |        |        |        |        | 532    |        |        | 571    | 639    |        | 748    |        |        |        | 1041   |        |        |
| Quelle    | [ 18 ] | [ 19 ] | [ 19 ] | [ 20 ] | [ 21 ] | [ 22 ] | [ 23 ] | [ 24 ] | [ 25 ] | [ 26 ] | [ 27 ] | [ 28 ] | [ 26 ] | [ 29 ] | [ 26 ] | [ 30 ] | [ 26 ] | [ 26 ] |
|           |        |        |        |        |        |        |        |        |        |        |        |        |        |        |        |        |        |        |
| Jahr      | 1946   | 1950   | 1961   | 1970   | 1987   | 1996   | 2008   | 2017   |        |        |        |        |        |        |        |        |        |        |
| Einwohner | 21812  | 24193  | 23467  | 24418  | 27241  | 28488  | 27099  | 26002  |        |        |        |        |        |        |        |        |        |        |
| Häuser    |        | 2234   | 2952   |        | 5938   |        |        | 7027   |        |        |        |        |        |        |        |        |        |        |
| Quelle    | [ 26 ] | [ 31 ] | [ 32 ] | [ 33 ] | [ 34 ] |        | [ 35 ] | [ 35 ] |        |        |        |        |        |        |        |        |        |        |

Ort Kulmbach
| Jahr      | 001809 | 001818 | 001861 | 001871 | 001885 | 001900 | 001925 | 001950 | 001961 | 001970 | 001987 |
| Einwohner | 3573   | 3651   | 3771   | 4948   | 6303   | 9428   | *11349 | *18677 | *18635 | 21792  | †24247 |
| Häuser    |        | 482    |        |        | 571    | 748    | *1038  | *1665  | *2225  |        | †5183  |
| Quelle    | [ 36 ] | [ 18 ] | [ 20 ] | [ 22 ] | [ 25 ] | [ 28 ] | [ 30 ] | [ 31 ] | [ 32 ] | [ 33 ] | [ 34 ] |

## Politik

### Stadtrat
Die Kommunalwahlen seit 2002 führten zu folgenden Sitzverteilungen im Parlament:

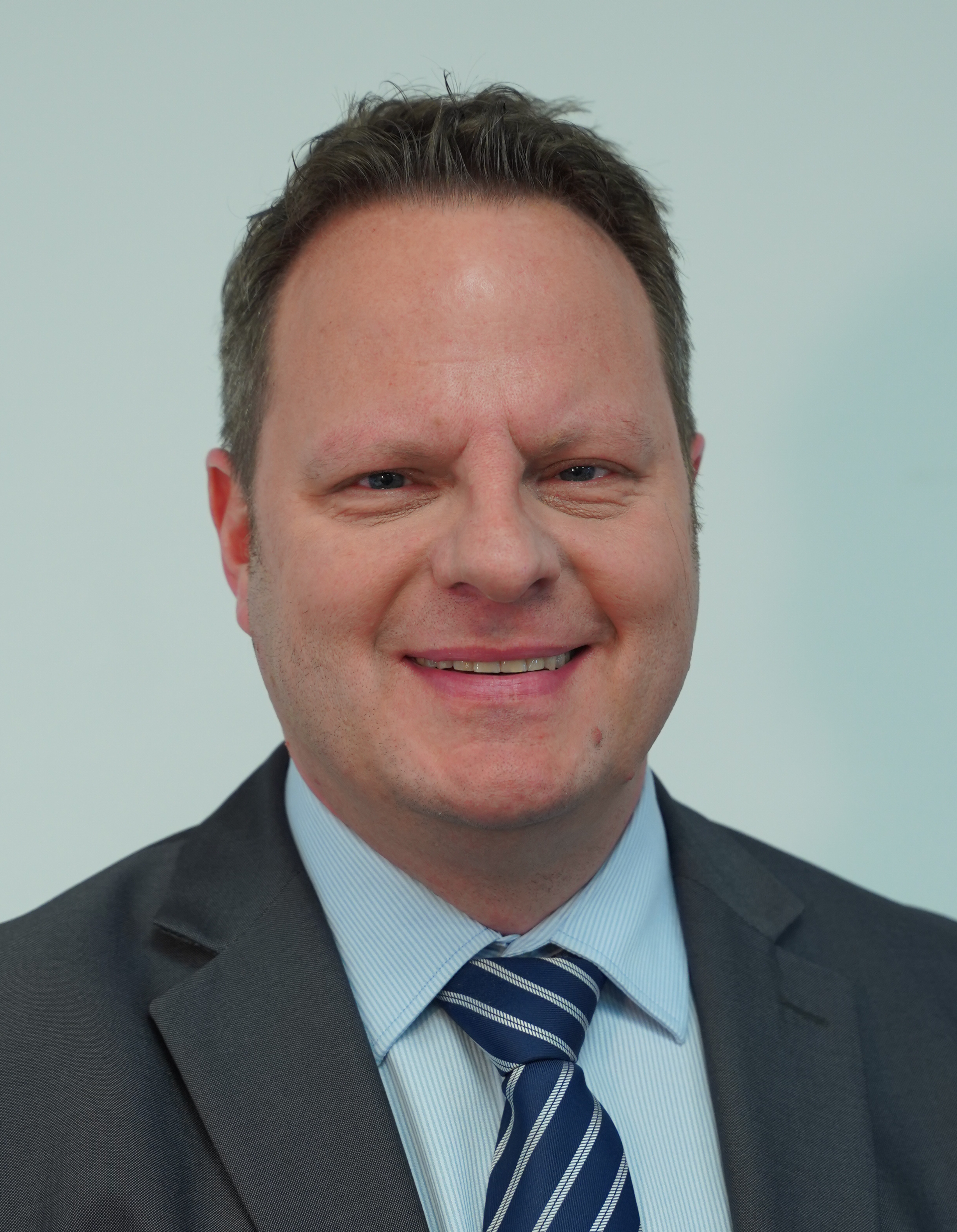
Oberbürgermeister Ingo Lehmann (2020)

| Partei / Liste              | 2002                                                               | 2008                                                                       |
| --------------------------- | ------------------------------------------------------------------ | -------------------------------------------------------------------------- |
| CSU                         | 11                                                                 | 10                                                                         |
| SPD                         | 12                                                                 | 09                                                                         |
| GRÜNE/Offene Liste          | 01                                                                 | 03                                                                         |
| Wählergemeinschaft Kulmbach | 06                                                                 | 07                                                                         |
| FDP                         | 0–                                                                 | 01                                                                         |
| Gesamt                      | 30                                                                 | 30                                                                         |
| Sitzverteilung              | Insgesamt 30 Sitze - SPD: 12 - Grüne: 1 - WGK: 6 - CSU: 11         | Insgesamt 30 Sitze - SPD: 9 - Grüne: 3 - FDP: 1 - WGK: 7 - CSU: 10         |
|                             |                                                                    |                                                                            |
| Partei / Liste              | 2014                                                               | 2020                                                                       |
| CSU                         | 11                                                                 | 09                                                                         |
| SPD                         | 09                                                                 | 08                                                                         |
| GRÜNE/Offene Liste          | 02                                                                 | 04                                                                         |
| Wählergemeinschaft Kulmbach | 07                                                                 | 06                                                                         |
| FDP                         | 01                                                                 | 01                                                                         |
| AfD                         | 0–                                                                 | 02                                                                         |
| Gesamt                      | 30                                                                 | 30                                                                         |
| Sitzverteilung              | Insgesamt 30 Sitze - SPD: 9 - Grüne: 2 - FDP: 1 - WGK: 7 - CSU: 11 | Insgesamt 30 Sitze - SPD: 8 - Grüne: 4 - FDP: 1 - WGK: 6 - CSU: 9 - AfD: 2 |

### Oberbürgermeister
- 1946–1958: Georg Hagen (SPD)
- 1958–1970: Wilhelm Murrmann (Freie Wähler Gemeinschaft)
- 1970–1995: Erich Stammberger (Wählergemeinschaft Kulmbach (WGK))
- 1995–2007: Inge Aures (SPD)
- 2007–2020: Henry Schramm (CSU)
- seit 2020: Ingo Lehmann[39] (SPD)

### Wappen und Flagge
Wappen
| Wappen Stadt Kulmbach | Blasonierung: „Gespalten; vorne geviert von Silber und Schwarz; hinten in Blau oben ein herschauender, rot bewehrter silberner Löwe, unten ein rot bewehrter silberner Adler.“ |
| Wappen Stadt Kulmbach | Wappenbegründung: Die Grafen von Andechs-Plassenberg gründeten Kulmbach. Über die Grafen von Orlamünde kam Kulmbach 1340 an die Burggrafen von Nürnberg. Seit der Mitte des 15. Jahrhunderts sind Abdrucke eines Siegels überliefert, das nicht vor 1420 geschnitten wurde. Im gespaltenen Schild steht vorne die Zollernvierung, hinten der Löwe aus dem Wappen der Grafen von Orlamünde und der Adler aus dem Wappen der Grafen von Andechs-Meranien. Eine farbige Wappenzeichnung ist im Stadtbuch von 1530 überliefert. Abbildungen tragen auch zwei Wappensteine aus dem frühen 16. Jahrhundert und von 1592. In einer Abbildung von 1597 ist die hintere Schildhälfte geteilt. Oben steht ein hundeähnlicher Löwe mit einem Ring um den Leib; daraus wurde im Lauf der Zeit eine Meerkatze. In einem Wappenbuch von 1605/09 stehen ein schwarzer Löwe in goldenem Feld und ein silberner Adler in rotem Feld. Offenbar hielt man die beiden für die Wappenfiguren der Burggrafen von Nürnberg und der Markgrafen von Brandenburg-Bayreuth. Bei der Wappenrevision von 1819 zeigte die Zollernvierung die bayerischen Landesfarben Silber und Blau, der Löwe stand rot in schwarzem Feld, der Adler silbern in Rot. 1834 bekam die Vierung wieder die Farben Silber und Schwarz, der Löwe stand schwarz in goldenem Feld. Erst 1922 wurde das Wappen in seiner alten Form und in seinen alten Farben wieder angenommen. Ministerialentschließung vom 3. Juni 1922. |

Flagge
Die Gemeindeflagge ist blau-weiß-schwarz.

### Städtepartnerschaften
- Kilmarnock (Vereinigtes Königreich) seit 1974
- Lugo (Italien) seit 1974
- Rust (Österreich) seit 1981
- Saalfeld (Deutschland) seit 1988
- Bursa (Türkei) seit 1998

- Mit Lüneburg (Deutschland) besteht seit 1967 eine Städtefreundschaft.[42]

### Namenspatenschaften
Nach der Stadt wurde am 3. November 1995 ein Airbus A321 der Deutschen Lufthansa mit dem Kennzeichen D-AIRL benannt. Vorher war ein Airbus A320 der Lufthansa mit der Registrierung D-AIPN, der am 14. September 1993 in Warschau verunglückte, auf den Namen „Kulmbach“ getauft.
Es besteht eine Patenschaft für das Minenjagdboot Kulmbach der Deutschen Marine (Minenjagdboot Klasse 333 – Minenjagdboote Kulmbach-Klasse); das Boot wurde am 31. März 2012 außer Dienst gestellt.

## Freizeit, Kultur und Sehenswürdigkeiten
- Der Verein ATS Kulmbach 1861 ist einer der ältesten und größten Sportvereine in Bayern.
- Kulmbacher Flugplatz  EDQK

### Museen

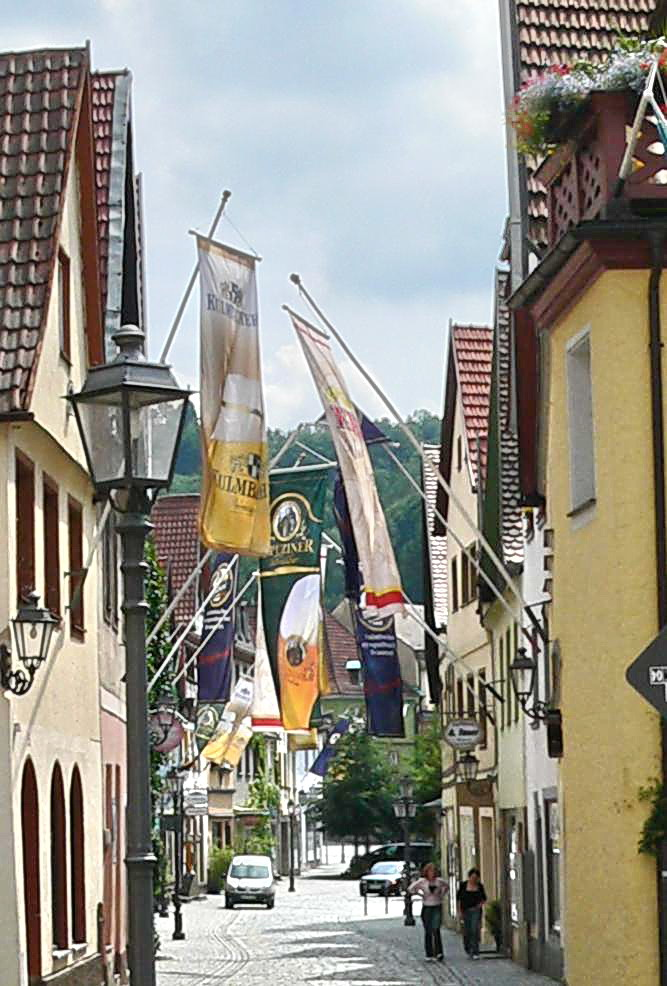
Beflaggung der Kulmbacher Altstadt (hier in der Spitalgasse) anlässlich des Bierfestes

- Deutsches Zinnfigurenmuseum Plassenburg
- Staatliche Museen Plassenburg mit
  - Armeemuseum Friedrich der Große
  - Landschaftsmuseum Obermain in der Plassenburg mit einer Replik der Ebstorfer Weltkarte und den Abteilungen Reformation, Zerstörung Kulmbachs 1553 und Wiederaufbau der alten Residenzstadt. Bei dem Pörbitscher Schatz, der 1912 bei Bauarbeiten wieder aufgefunden wurde, handelt es sich um Gold- und Silbergeschirr der reichen Kaufmannsfamilie Gutteter, die ihn im Dreißigjährigen Krieg in ihrem Garten vergraben ließ.
- Das Badhaus ist eine von acht wissenschaftlich erforschten Badstuben in Deutschland. Die Bereiche Badstube, Umkleide- und Ruheraum, Vorbad und Heizraum wurden restauriert und geben einen Eindruck von den Badegewohnheiten des Mittelalters. Auf einer offenen Galerie im Obergeschoss werden Werke junger Künstler aus der Region ausgestellt.[44]
- Bayerisches Brauereimuseum im Kulmbacher Mönchshof mit großem Biergarten
- Bayerisches Bäckereimuseum im Kulmbacher Mönchshof
- Deutsche Gewürzmuseum im Kulmbacher Mönchshof
- Freilichtmuseum Alter Friedhof

### Bauwerke

#### Altstadt

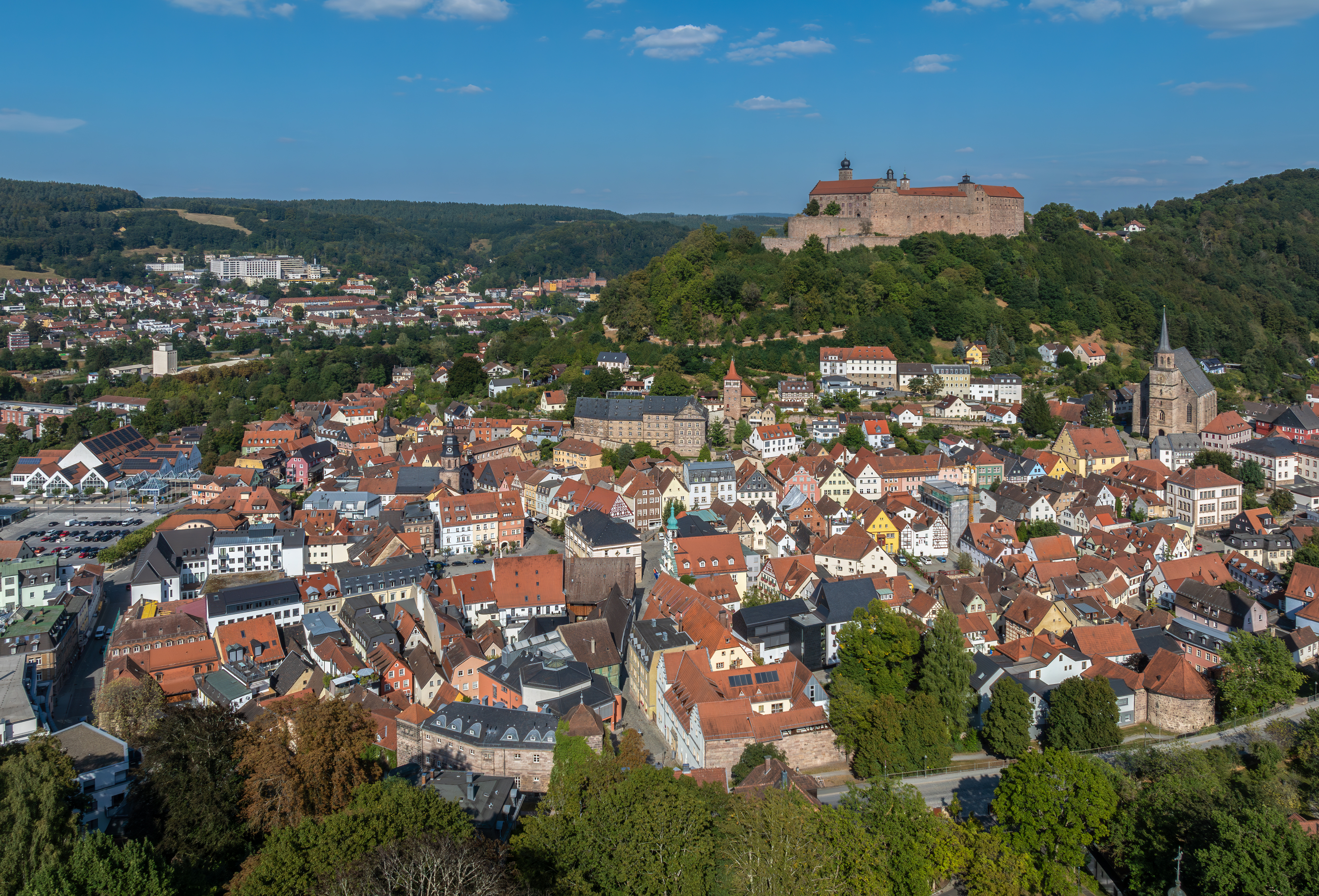
Luftbild der Kern-Altstadt innerhalb der historischen Stadtmauern

Seit der Industrialisierung hatten Stadtumbauten mehr oder weniger große Verluste historischer Bausubstanz zur Folge. Galten diese Baumaßnahmen im späten 19. und frühen 20. Jahrhundert noch der Errichtung von Industrieanlagen und Prachtstraßen, so war es besonders in den 1960er Jahren das Ziel, Kulmbachs Stadtmitte mit modernen Geschäftsflächen und zeitgemäßer Verkehrserschließung auszustatten. Heute ist es meist der marode Zustand der betreffenden Häuser, der eine denkmalgerechte Sanierung technisch und finanziell erschwert und so zum Abriss der Objekte führt (z. B. Unteres Stadtgässchen 4). Dennoch hat sich der historische Stadtkern Kulmbachs in großen Teilen erhalten. Das Ensemble der Altstadt ist geprägt vom Wiederaufbau ab der zweiten Hälfte des 16. Jahrhunderts (also nach der Zerstörung 1553) und weist stellenweise eine bemerkenswerte stilistische Geschlossenheit auf. Nach der im 16. Jahrhundert vorherrschenden Mode wurden die Häuser in der direkten Wiederaufbauzeit im Renaissance-Stil errichtet, sofern die Bauzeit schon in das 17. Jahrhundert fiel, gibt es auch bereits frühbarocke Formen. Da die Gebäude auf bestehende Fundamente und Parzellen gebaut wurden, ist der Stadtgrundriss wesentlich älter als die Bebauung selbst.
In die nachfolgende Liste wurden Gebäude entweder aufgrund ihrer Bedeutung für das herrschaftliche und städtische Leben Kulmbachs oder wegen ihrer architektonischen Qualität aufgenommen:

#### Romanik/Gotik

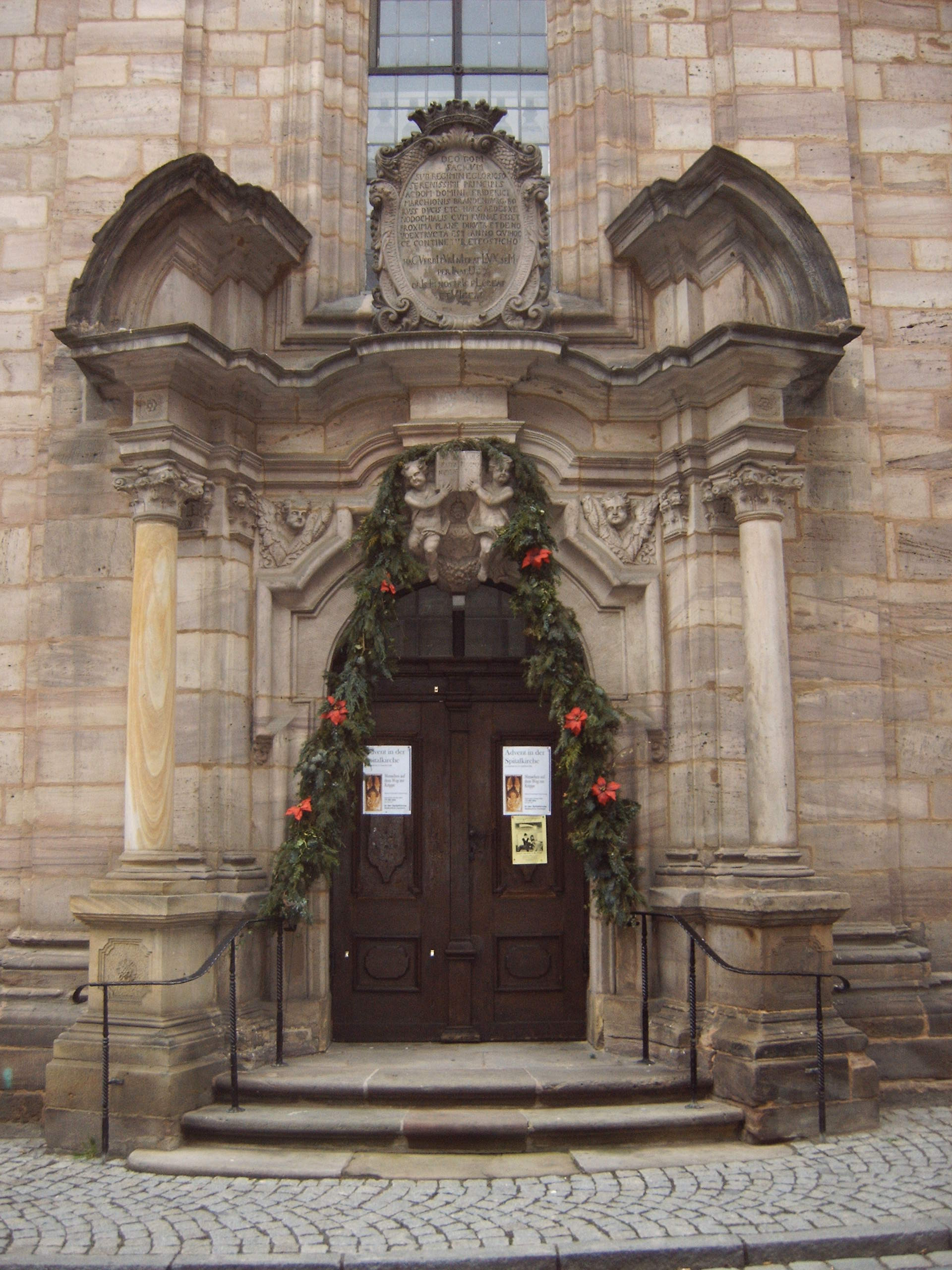
Eingang zur Spitalkirche

- Die Petrikirche ist eine ehemalige Wehrkirche, deren Erbauungszeit ungesichert ist. 1174 wurde eine Pfarrstelle in Kulmbach erstmals erwähnt; anzunehmen ist, dass der Pfarrer in der Petrikirche gewirkt hat. Der Kirchturm diente zeitweise als Kanonenplattform, erst später erhielt er ein Spitzdach. Nach der Zerstörung im Hussitenkrieg 1439 wurde sie als spätgotische Hallenkirche wieder aufgebaut. 1878/80 wurde sie innen neugotisch ausgestaltet. Bemerkenswert sind der Altar von Brenck und Schlehendorn sowie zahlreiche wertvolle Gemälde. Sie ist die Grabkirche der Hohenzollern-Herrschaft.[46]
- Die Stadtbefestigung entlang des Schießgrabens und des Festungsbergs stammt aus dem frühen 14. Jahrhundert. Erhalten sind noch fünf Stadttürme:
  - Der Weiße Turm wurde im 14. Jahrhundert erbaut und im 17. Jahrhundert umgestaltet. Benutzt wurde er bis in das 19. Jahrhundert als Schuldgefängnis.
  - Das Bürgerloch ist nur noch als Ruine erhalten. Zusammen mit dem benachbarten Weißen Turm war das Bürgerloch eine Doppelturm-Toranlage.[47]
  - Der Rote Turm wurde um 1300 erbaut und nach den Zerstörungen im Zweiten Markgrafenkrieg ab 1557 wiederaufgebaut. Er besitzt als architektonische Besonderheit eine als geschweifter Spitzhelm gestaltete Dachkonstruktion.[48]
  - Der Heilingschwertturm aus dem 14. Jahrhundert ist als runder Schalenturm Bestandteil der Stadtbefestigung am Schießgraben.[49]
  - der Fronvestenturm
  - der Buckelquaderturm

#### Renaissance
- Das wichtigste Bauwerk Kulmbachs ist die Plassenburg, sie ist einer der größten Festungsbauten der Renaissance in Deutschland. Die Plassenburg ist auch Ursprung der Sage von der Weißen Frau.
- Die Burggüter der Stadt Kulmbach stammen größtenteils aus dem späten 16. Jahrhundert. Hervorzuheben sind das Künßbergsche Schlösslein und das Burggut Waaggasse 5.
- Das Badhaus wurde 1398 erstmals urkundlich erwähnt. Es wurde wissenschaftlich erforscht und restauriert, zum Teil dient es heute als Galerie (siehe auch unter Museen).[50]
- Die Markgräfliche Kanzlei wurde 1562/1563 nach Plänen von Caspar Vischer erbaut. Das imposante Gebäude befindet sich am oberen Ende der Oberen Stadt.
- Die meisten Bürgerhäuser entstanden in den Jahrzehnten um 1600, besonders wenn die Häuser in Fachwerk-Bauweise ausgeführt sind, finden sich an vielen Fassaden Beispiele bemerkenswerter Bauformen und Gestaltungen.[51]
- Rehturm (auch Rehbergturm genannt), ein 1498 auf dem Rehberg errichteter Wart- und Signalturm, der 1891 auf 30 m erhöht wurde und seither als Aussichtsturm genutzt wird.[52]

#### Barock/Rokoko/Markgrafenstil

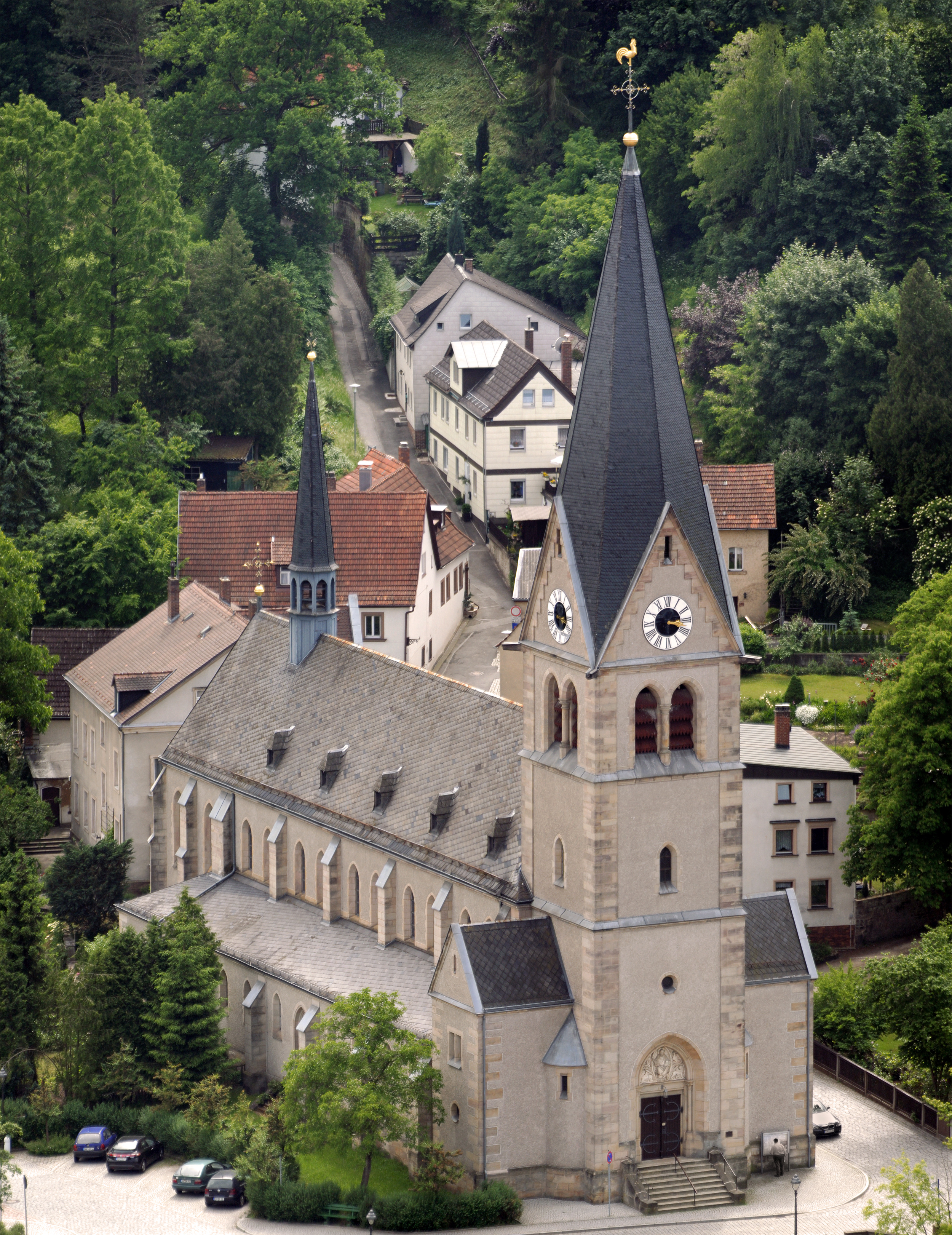
Katholische Kirche Zu Unserer Lieben Frau am Schießgraben, auch „ULF“ genannt

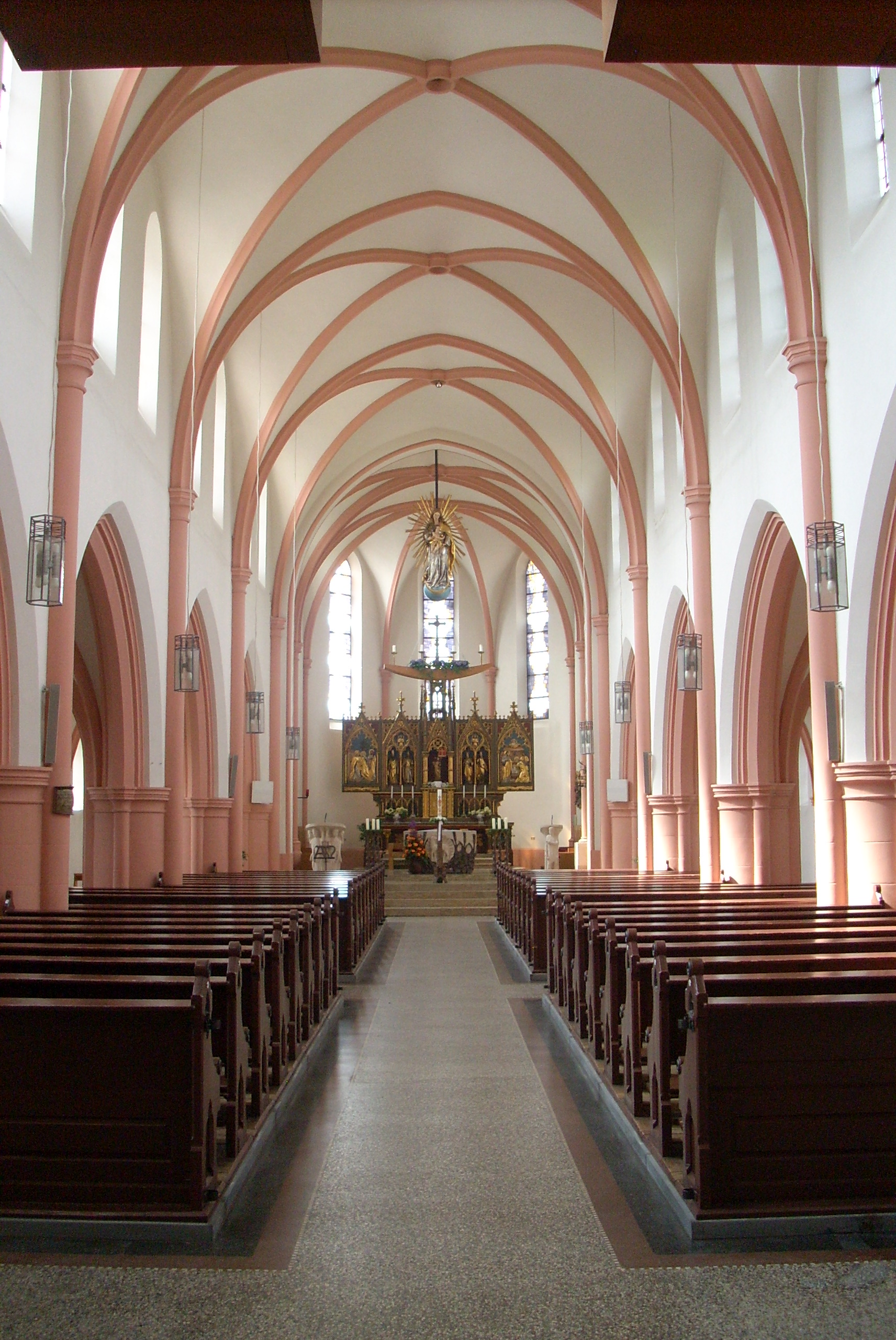
Innenraum der katholischen Pfarrkirche Zu Unserer Lieben Frau

- Der Langheimer Amtshof wurde Ende des 17. Jahrhunderts von Leonhard Dientzenhofer erbaut. Er dient als Schulungsstätte der Akademie für neue Medien und der Berufsfachschule für Pharmazeutisch-Technische Assistenten.
- Der Zinsfelderbrunnen wurde 1660 errichtet. Die auf der Brunnensäule stehende Figur des Zinsfelders symbolisiert die Marktfreiheit. Ursprünglich stand dieser Brunnen am Marktplatz, mittlerweile befindet er sich am Holzmarkt.
- Die Spitalkirche wurde 1738/1739 an Stelle der Elisabethenkapelle errichtet.[53]
- Das Kulmbacher Rathaus wurde 1752 erbaut. Die Pläne der Rokokofassade stammen vom Bayreuther Hofbaumeister Joseph Saint-Pierre, der unter Einflussnahme des Bayreuther Markgrafen eine Fassade für das Gebäude entwarf. Das vorherige, später wieder abgerissene Rathaus stammte aus der Zeit zwischen 1500 und 1530 und wurde im Bundesständischen Krieg zerstört.[54]
  - Links vom Eingangsportal ist der Kulmbacher Fuß (29 cm) aus Eisen in die Mauer eingelassen und rechts davon die Kulmbacher Elle (83 cm). Es waren gebräuchliche Längenmaße in früheren Zeiten.[55]
- Gegenüber der Markgräflichen Kanzlei steht das Prinzessinnenhaus, das 1722 für die Markgräfin Christiane Sophie erbaut wurde. Sie wurde nach Kulmbach verbannt, weil sie zwei uneheliche Kinder auf die Welt brachte.

#### Historismus/Jugendstil
- Der Luitpoldbrunnen auf dem Marktplatz wurde 1896–1899 nach einem gemeinsamen Wettbewerbsentwurf des Architekten Martin Dülfer und des Bildhauers Eduard Beyrer zu Ehren des Prinzregenten Luitpold im Jugendstil erbaut und am 12. März 1899 eingeweiht.[56] Während der Zeit des Nationalsozialismus wurde der Luitpoldbrunnen abgebaut und eingelagert, 1994 wieder aufgebaut. Umgeben von Rathaus, Marktplatz, zahlreichen Cafés und Geschäften bildet er einen der geselligen Mittelpunkte Kulmbachs.[47]
- Die katholische Stadtpfarrkirche zu Unserer Lieben Frau wurde 1894 nach Plänen von Bruno Specht im Stil der Neugotik erbaut. Davor war die Spitalkirche als Simultankirche auch für katholische Messen geöffnet.
- In der Kronacher Straße, im Kressenstein und am Schießgraben befinden sich reich verzierte Stadthäuser und Villen aus der Gründerzeit, zum Beispiel die Sandlervilla.
- Der alte Friedhof mit seinen Grabsteinen, die aus verschiedenen Epochen stammen, reflektiert die Geschichte der Stadt. Davor steht an einer Hauptstraße das Ehrenmal für die in den Kriegen Gefallenen.

#### Historische Industriebauten
Nach langen Jahren als verarmte Ackerbürgerstadt kam Kulmbach gegen Mitte des 19. Jahrhunderts durch die Industrialisierung zu neuer Bedeutung. Der daraus resultierende Reichtum der Stadt und der Bürgerschaft spiegelt sich auch in den damals hoch modernen Industriegebäuden, deren Bedeutung durch reiche Verzierungen und die Konsultation bedeutender Architekten unterstrichen wurde. Im Zuge des Strukturwandels in der Textilindustrie und durch das Brauereisterben wurden ab den 1970er-Jahren viele Industriegebäude abgerissen, um Platz für eine Modernisierung der Stadt zu schaffen. Zwar wird mittlerweile der architektonische Wert historischer Fabriken erkannt, in Kulmbach gibt es jedoch neben Beispielen gelungener Revitalisierung historischer Industriekomplexe (Spinnerei, Mönchshof) auch heute noch umstrittene Abriss-Projekte zur Modernisierung.
- Die ehemaligen Produktionsgebäude der Kulmbacher Spinnerei an der Fritz-Hornschuch-Straße, zwischen 1928 und 1961 entstanden, sind von einer modernen, funktionalistischen Architektursprache geprägt. Demgegenüber sind das Pförtnerhaus und die Verwaltungsvilla in historischen Stilformen gehalten. Die siebte Fakultät der Universität Bayreuth mit der Bezeichnung Fakultät für Lebenswissenschaften: Lebensmittel, Ernährung und Gesundheit der Universität Bayreuth und das Fritz-Einkaufszentrum sind in den ehemaligen Fabrikbauten untergebracht.[57] Ein letzter Gebäuderiegel im Norden des Grundstücks, der durch seine expressionistische Formsprache eine Besonderheit unter Kulmbachs Industriebauten darstellt, sollte endlich revitalisiert werden, damit das Grüne Zentrum des Freistaats Bayern dort einziehen kann. Durch massive Planungs- und Bauverzögerungen von Seiten des Investors, die letztlich in einer Kündigung des Vertrags vonseiten des Freistaats endeten, ist dieser Plan momentan verworfen.[58]
- Die sogenannte Unima-Malzfabrik nördlich des Bahnhofs und die Meußdoerffer-Malzfabrik an der Bayreuther Straße sind typische Vertreter der reich verzierten Backsteinbauten der Kulmbacher Malzindustrie vom Ende des 19. Jahrhunderts.[59] Beide Fabriken werden noch benutzt.
- Die einzige noch weitgehend erhaltene Brauerei aus der Zeit um 1900 ist der Gebäudekomplex der früheren Mönchshofbrauerei in der Blaich, in dem sich das Bayerische Brauereimuseum befindet.
- Die ehemalige Petz-Bräu (später Mälzerei Müller) in der Pestalozzi-Straße soll in nächster Zeit für die Wohnbebauung abgerissen werden, lediglich der Darrturm soll stehen bleiben. Dieses Projekt ist in der Bevölkerung sehr umstritten, da es sich nach Meinung vieler um ein gut erhaltenes Industriedenkmal handelt, das nach dem Verlust vieler anderer Industriegebäude zu den letzten Zeugen der Kulmbacher Industriegeschichte zählt. Allerdings ist das Gebäude durch langen Leerstand sehr verwahrlost.[60] Nach einigen Streitigkeiten steht nun doch der Erhalt von mehr Bausubstanz zur Disposition, Genaueres kann aber erst nach Abschluss einer Machbarkeitsstudie und eventuellen neuen Nutzungskonzepten entschieden werden.
- Der ehemalige Güterbahnhof, der als großer Umschlagplatz einst das Herz der Kulmbacher Industrie war, stand jahrelang leer. Das Gelände drumherum soll nach Bodensanierung die neu zu errichtende siebte Fakultät der Universität Bayreuth beherbergen. Nach anfänglichen Signalen, das historische Gebäude bei dieser Neugestaltung zu erhalten, wurde der Güterbahnhof im Herbst 2023 doch abgerissen, um einer neuen Durchgangsstraße Platz zu machen. Eine Bürgerinitiative gegen den Abriss konnte sich dabei nicht durchsetzen.[61]

#### Moderne Kirchenbauten
Im Gebiet des neuen Wohngebietes Galgenberg wurden Anfang der 1960er Jahre zwei Kirchenneubauten errichtet.
- Die evangelisch-lutherische Kreuzkirche gestaltete der Architekt Olaf Andreas Gulbransson, die zusammen mit einem Kampanile und einem Gemeindehaus 1961–1962 gebaut wurde.
- Die römisch-katholische Pfarrkirche St. Hedwig entstand 1962–1963 zusammen mit einem Pfarrzentrum nach Plänen des Architekten Paul Becker. Die Kirche hat einen parabelförmigen Grundriss und ebenfalls einen Kampanile.[62]

#### Ensembles
- Als nahezu vollständig erhaltene historische Ensembles sind der Marktplatz, die Obere Stadt, der Röhrenplatz, die Spitalgasse, der Oberhacken sowie die mittelalterliche Stadtbefestigung mit den Burggütern am Schießgraben sehenswert.

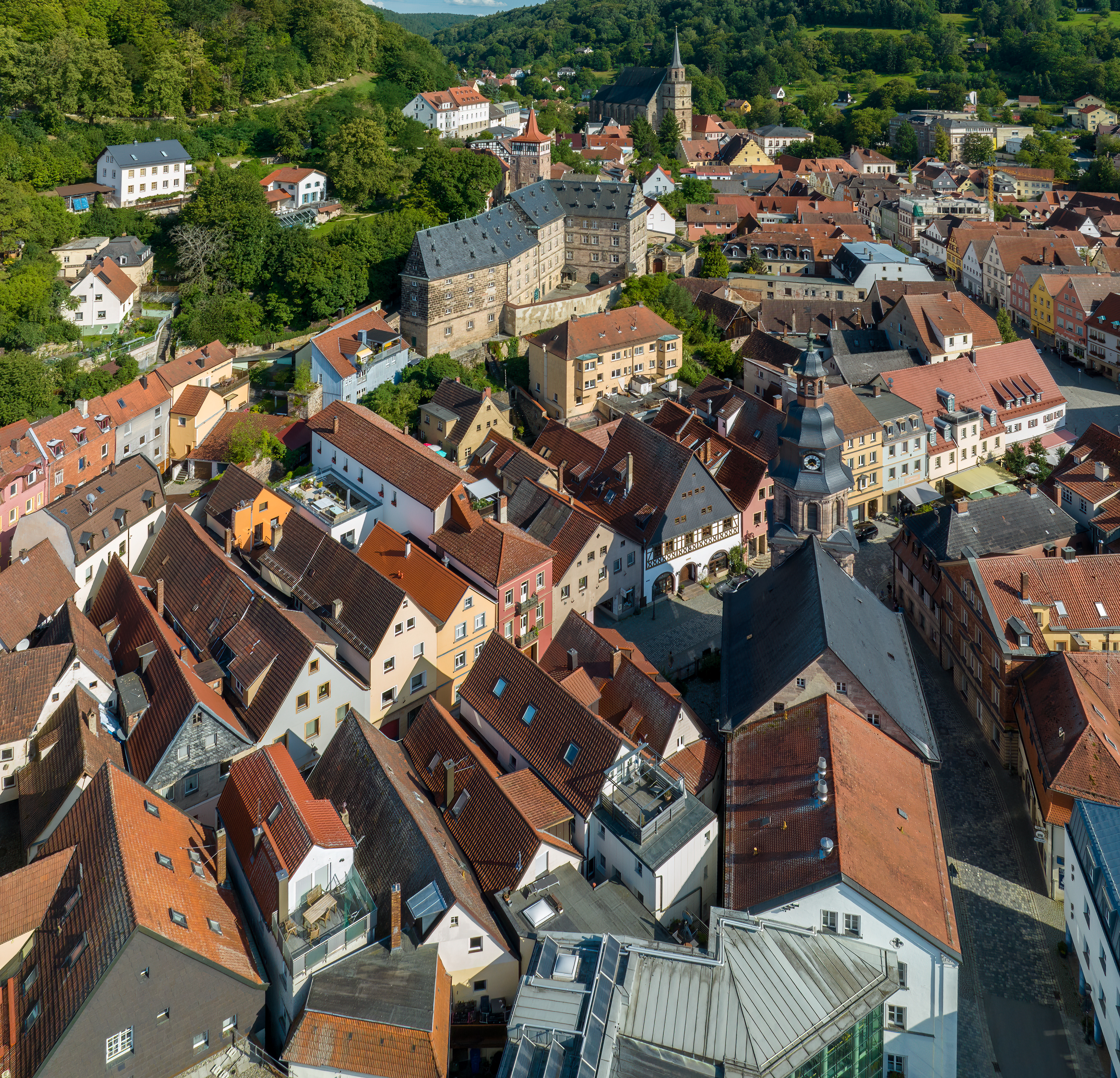
Im Vordergrund die Spitalgasse, im Hintergrund die Obere Stadt mit Petrikirche
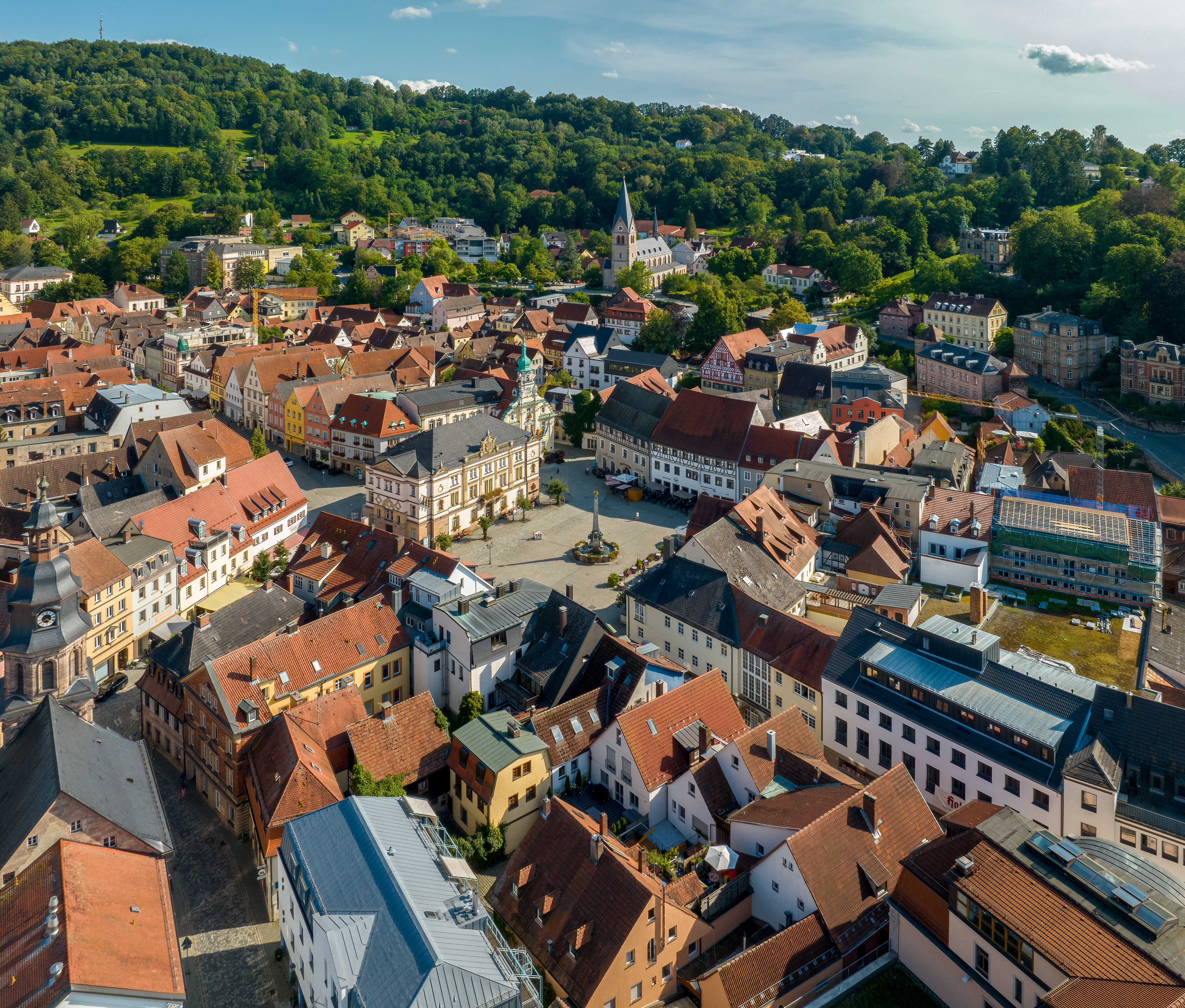
Marktplatz mit Umgebung, im Hintergrund die katholische Kirche zu Unserer Lieben Frau
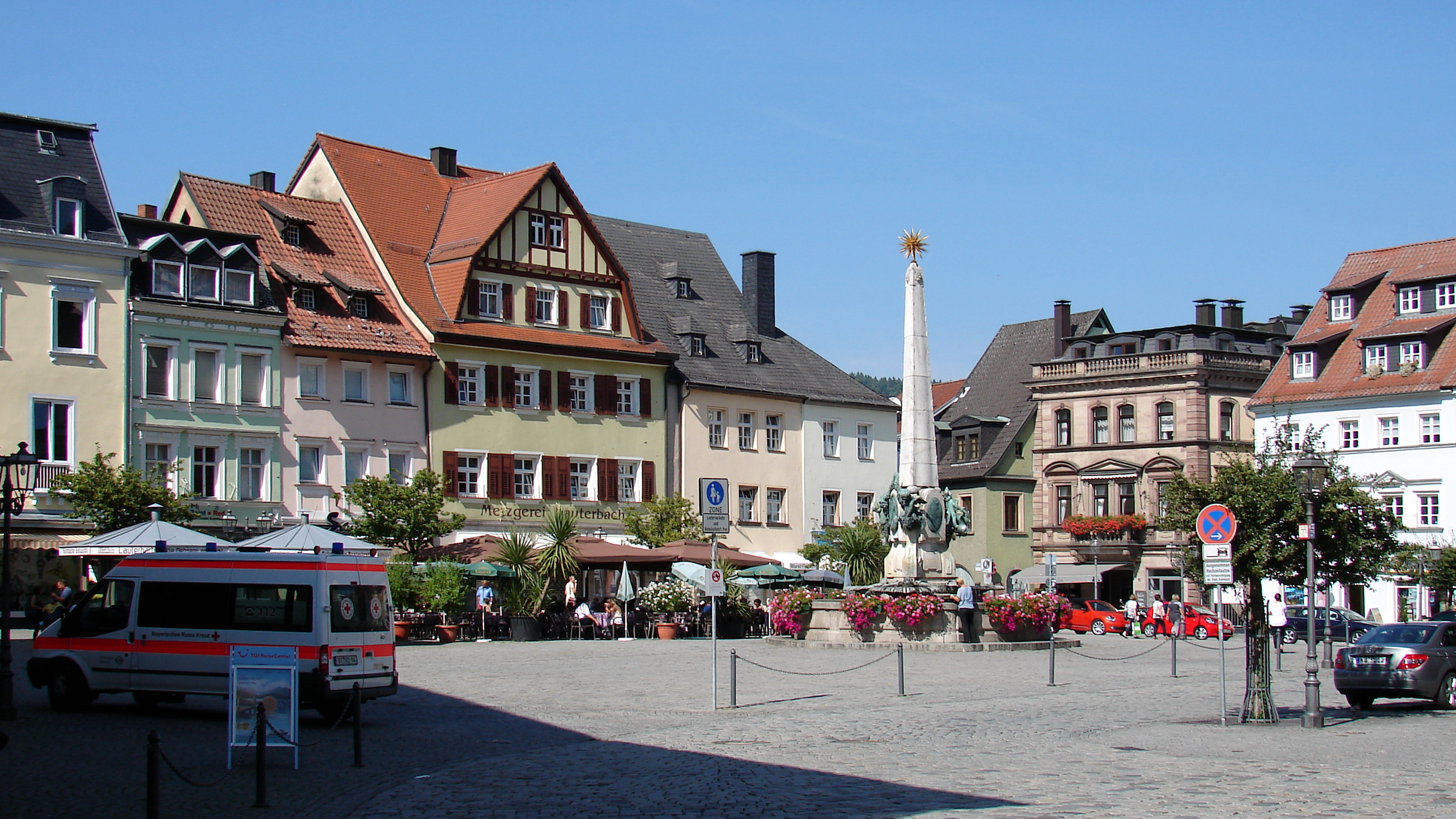
Marktplatz Kulmbach
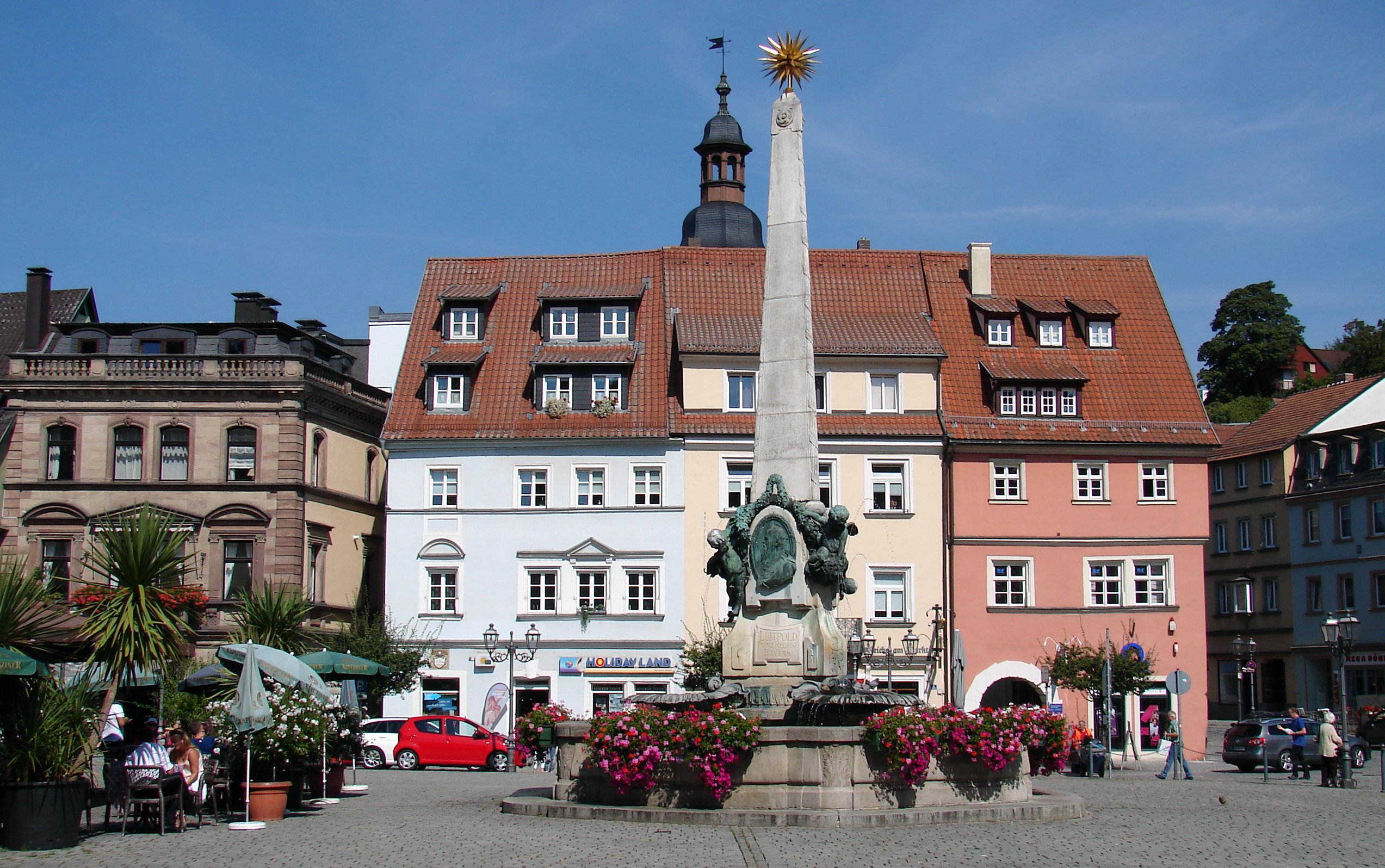
Luitpoldbrunnen auf dem Marktplatz
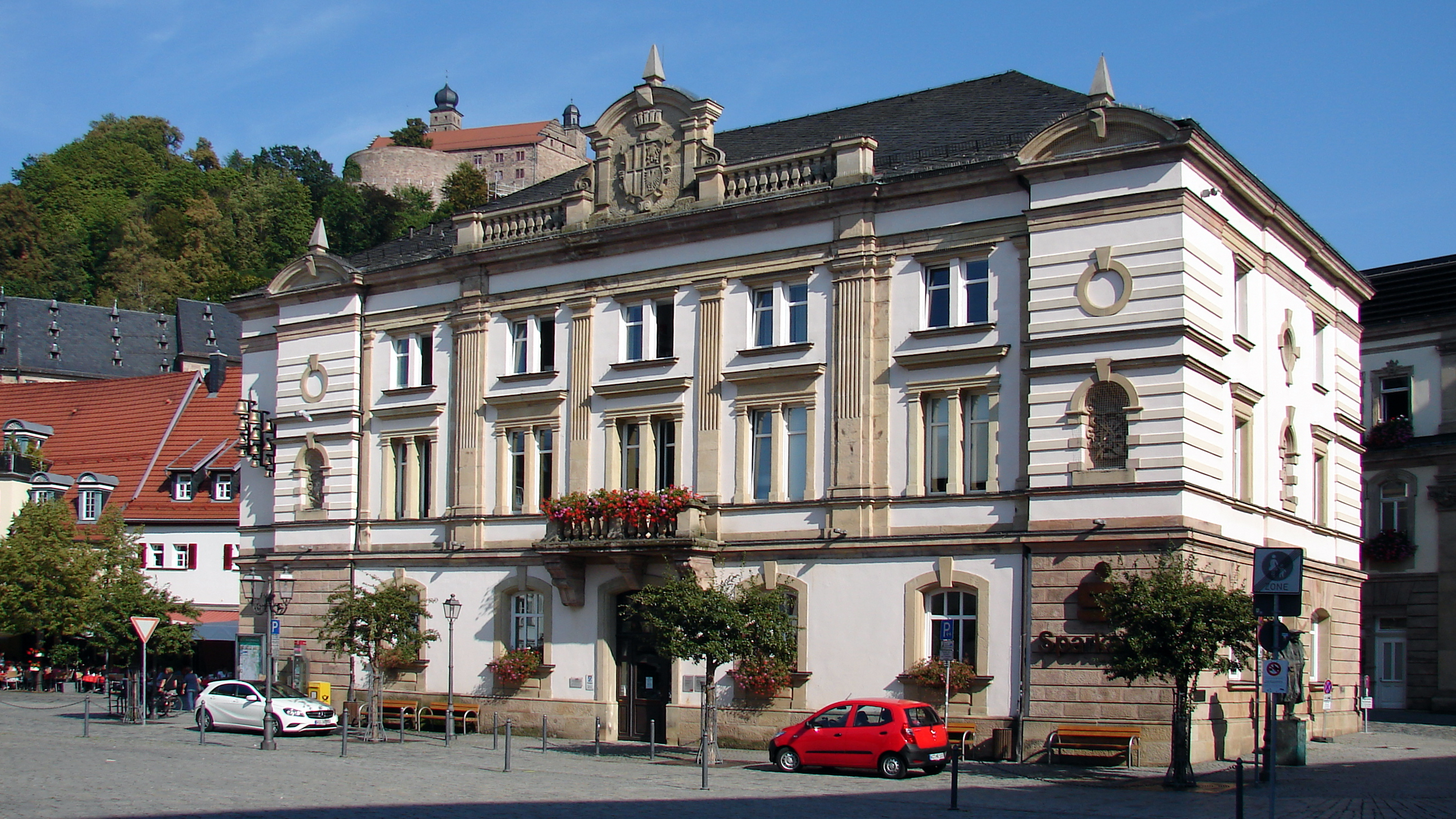
Vereinshaus am Marktplatz
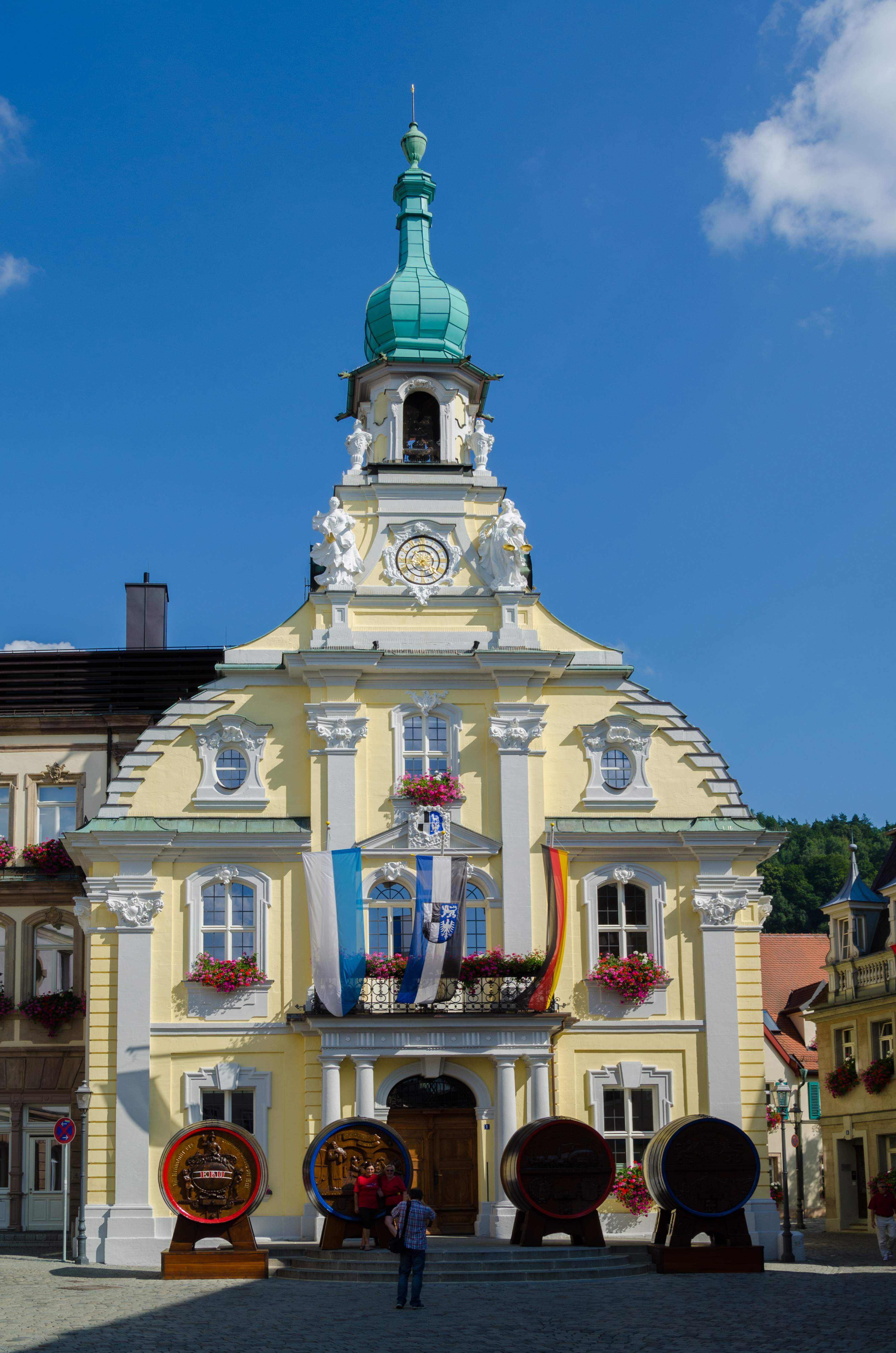
Kulmbacher Rathaus am Marktplatz
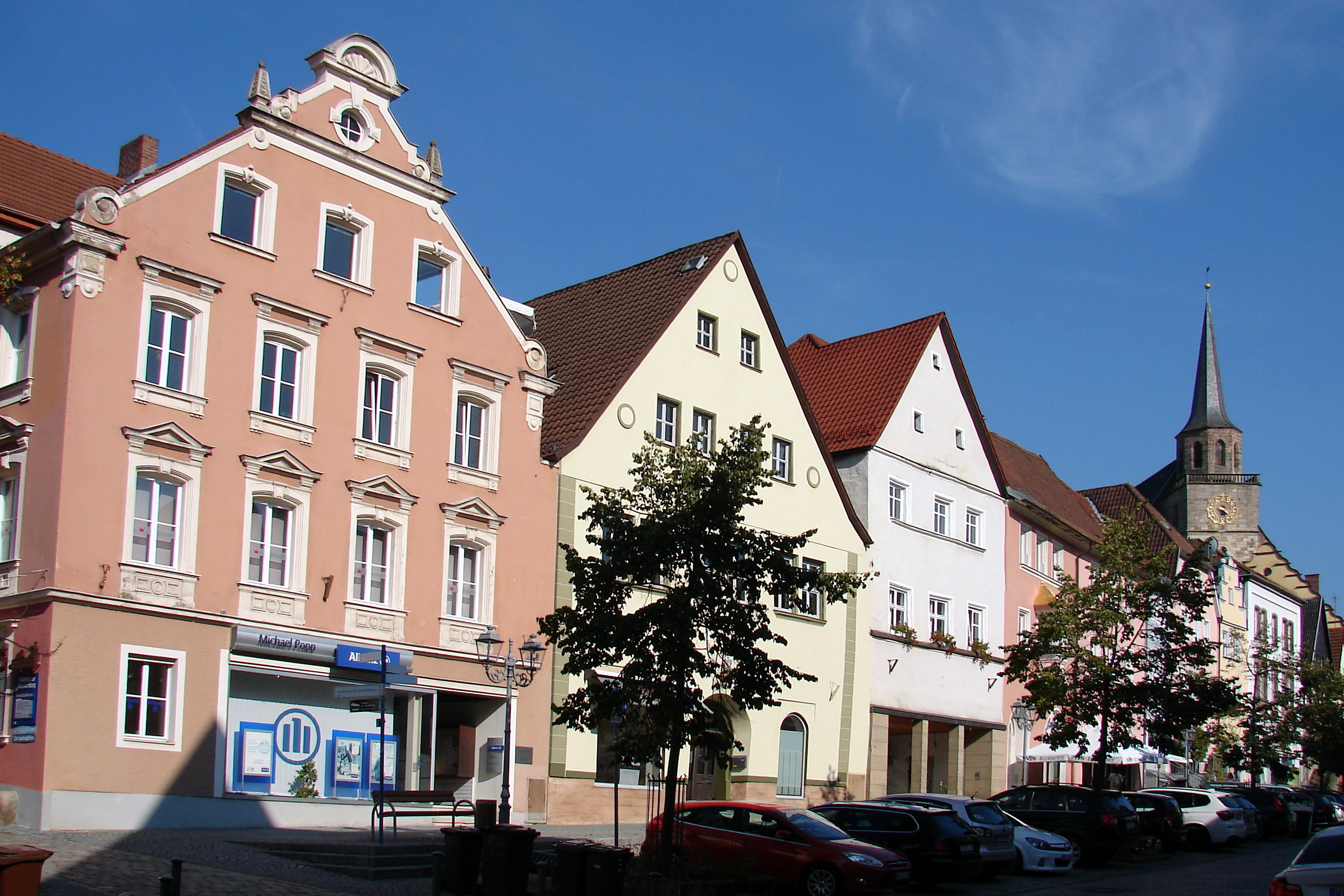
Obere Stadt
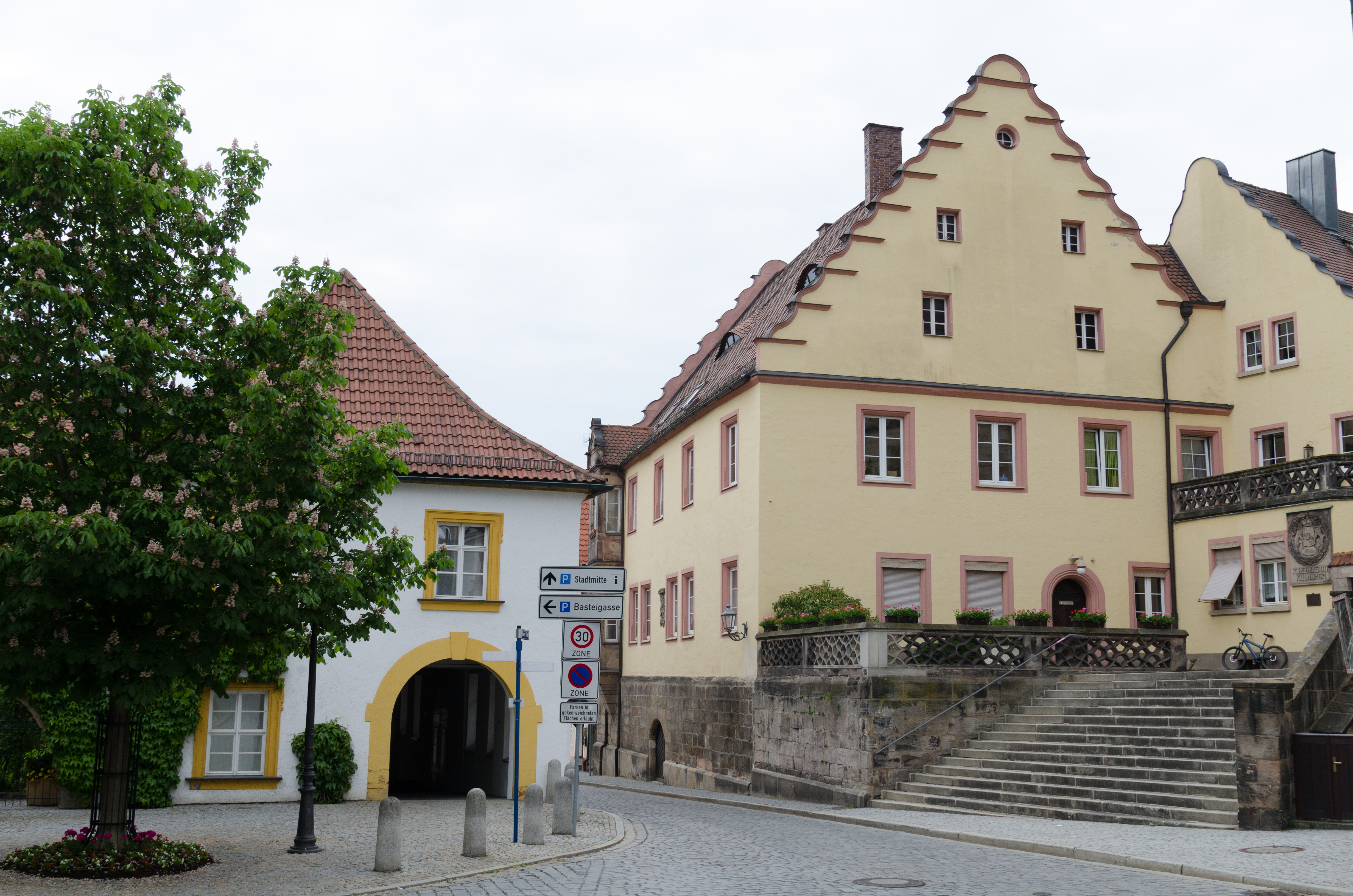
Markgräfliche Kanzlei in der Oberen Stadt
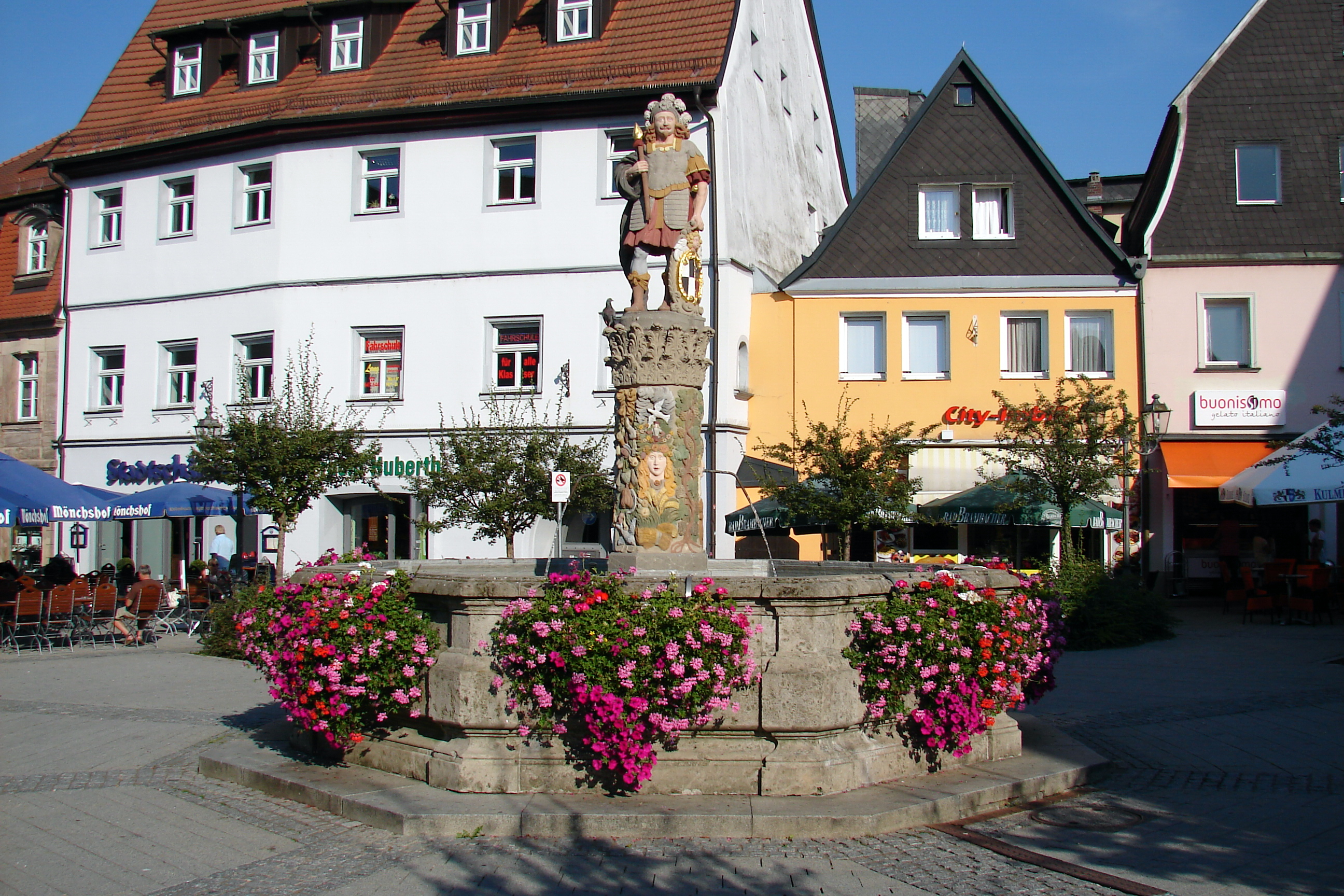
Holzmarkt mit Zinsfelder Brunnen
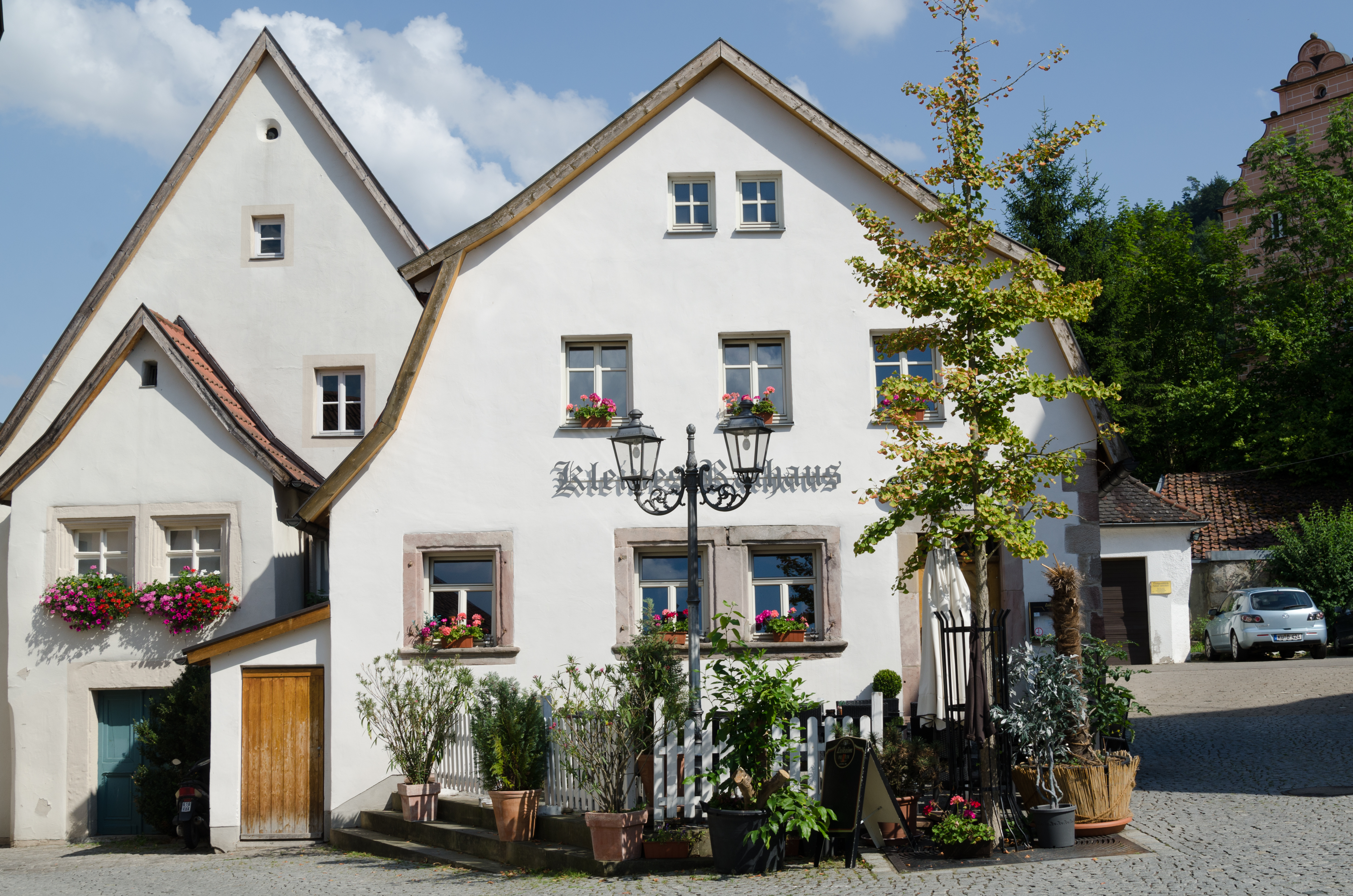
Oberhacken, Kleines Rathaus und Badhaus
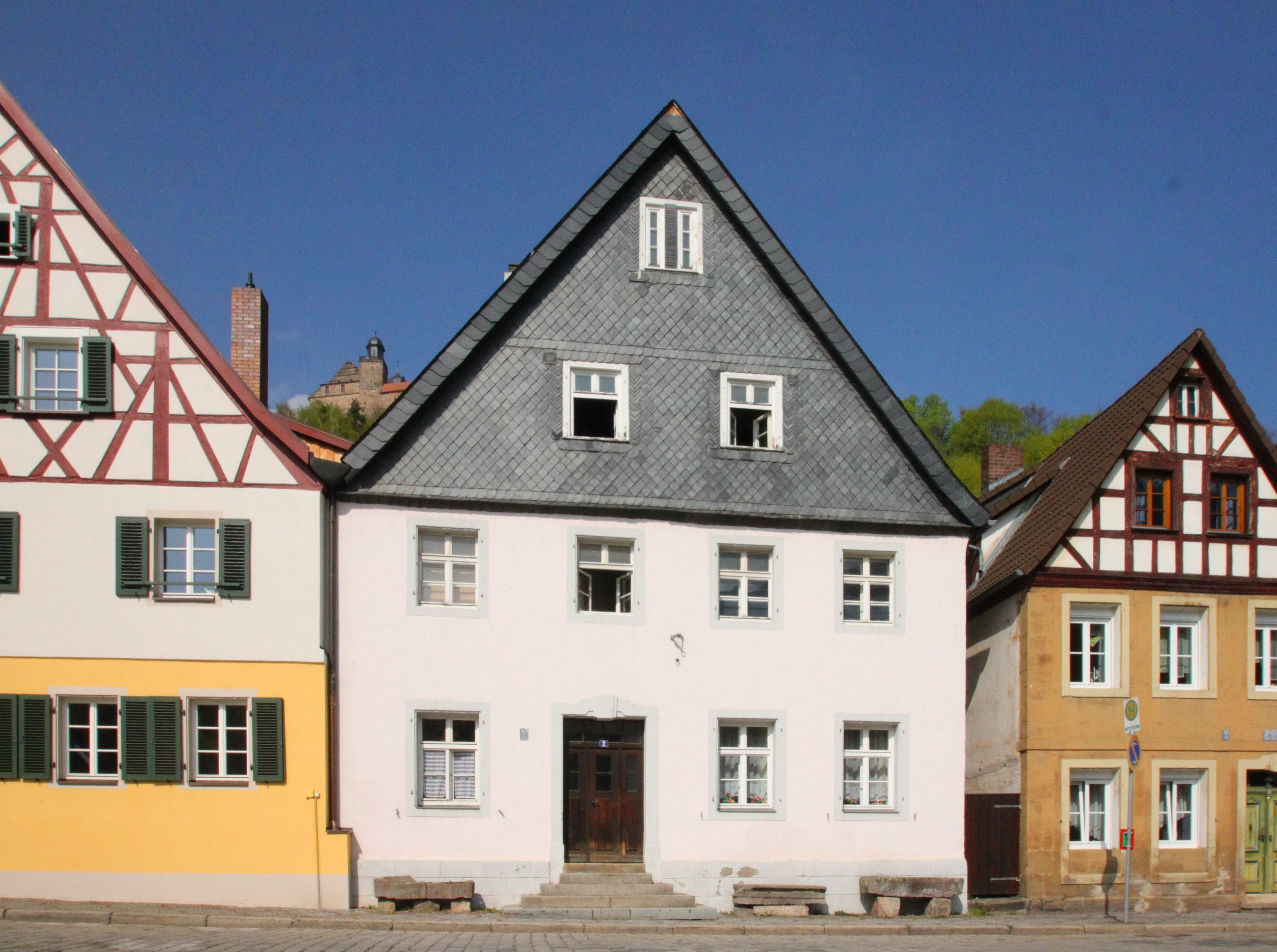
Röhrenplatz, nördliche Häuserzeile
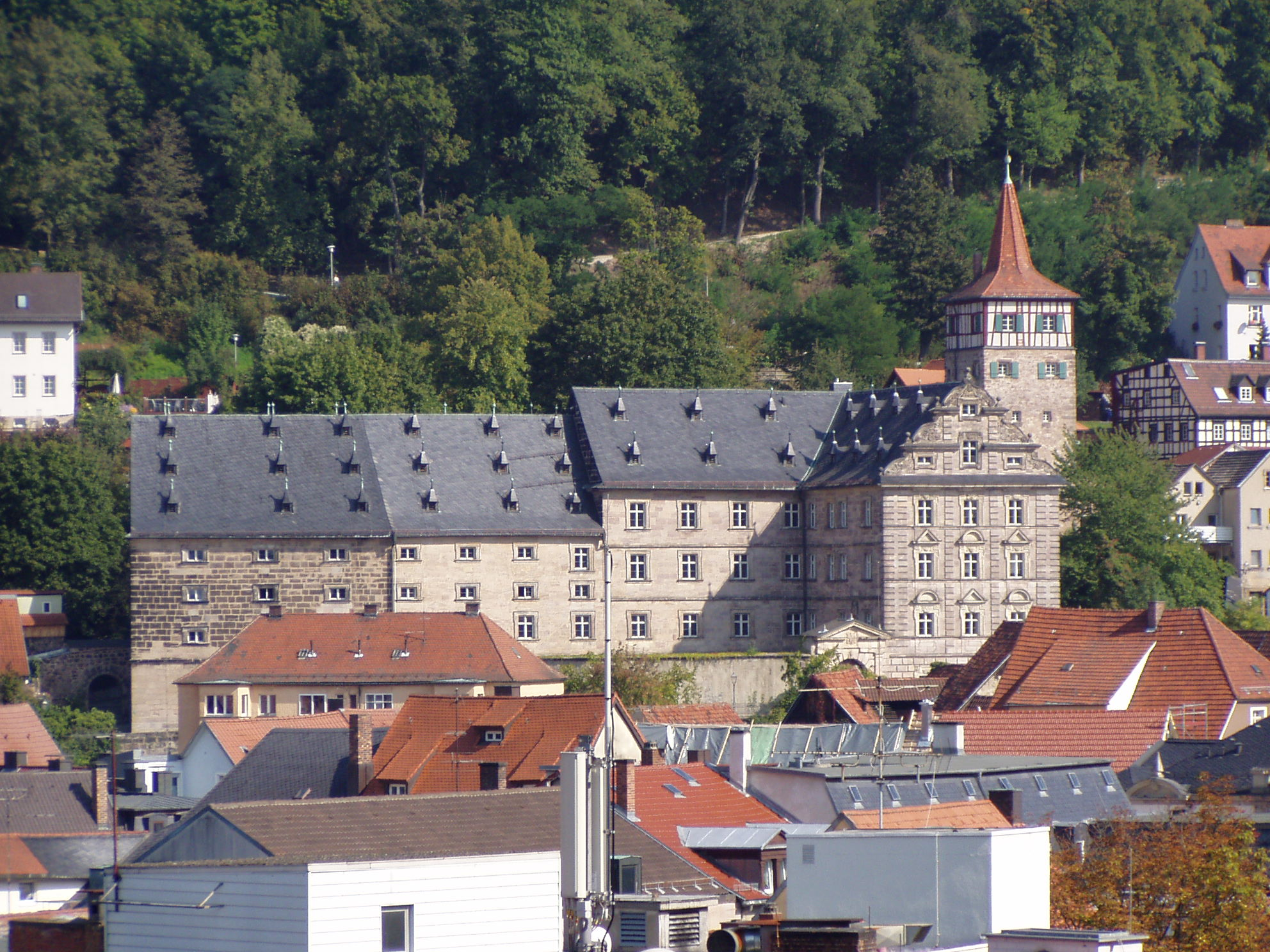
Langheimer Amtshof und Roter Turm
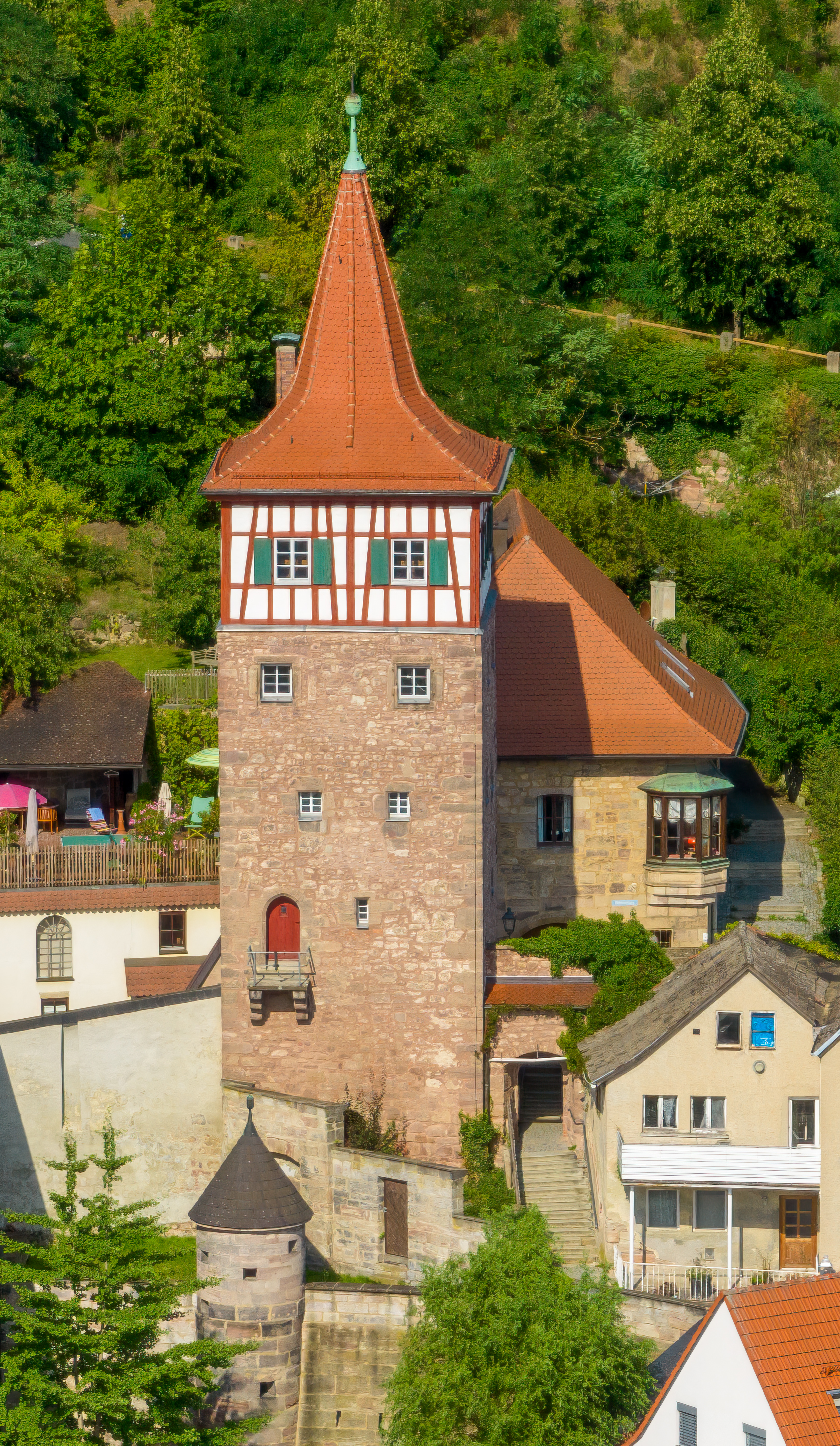
Roter Turm
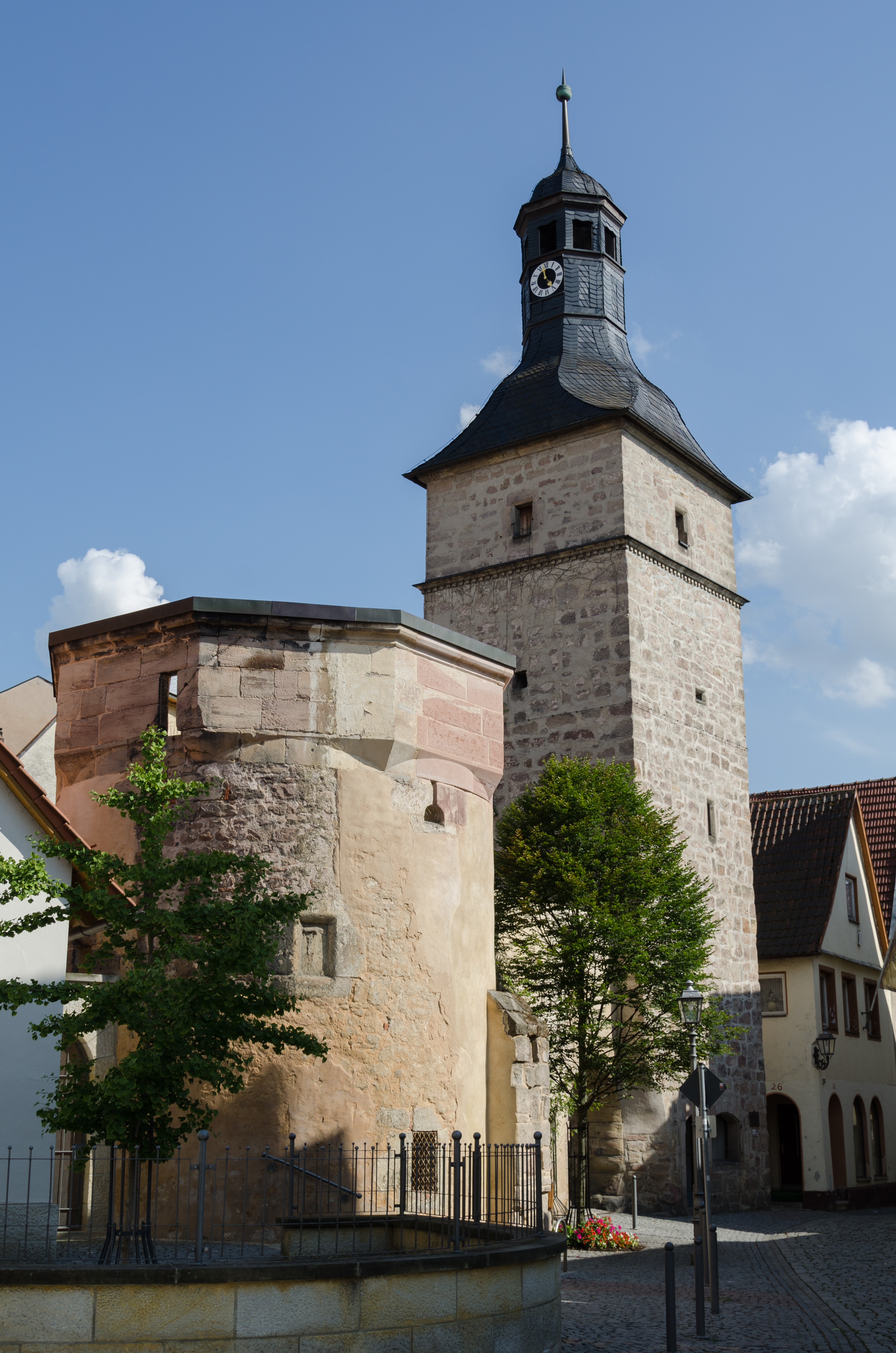
Weißer Turm
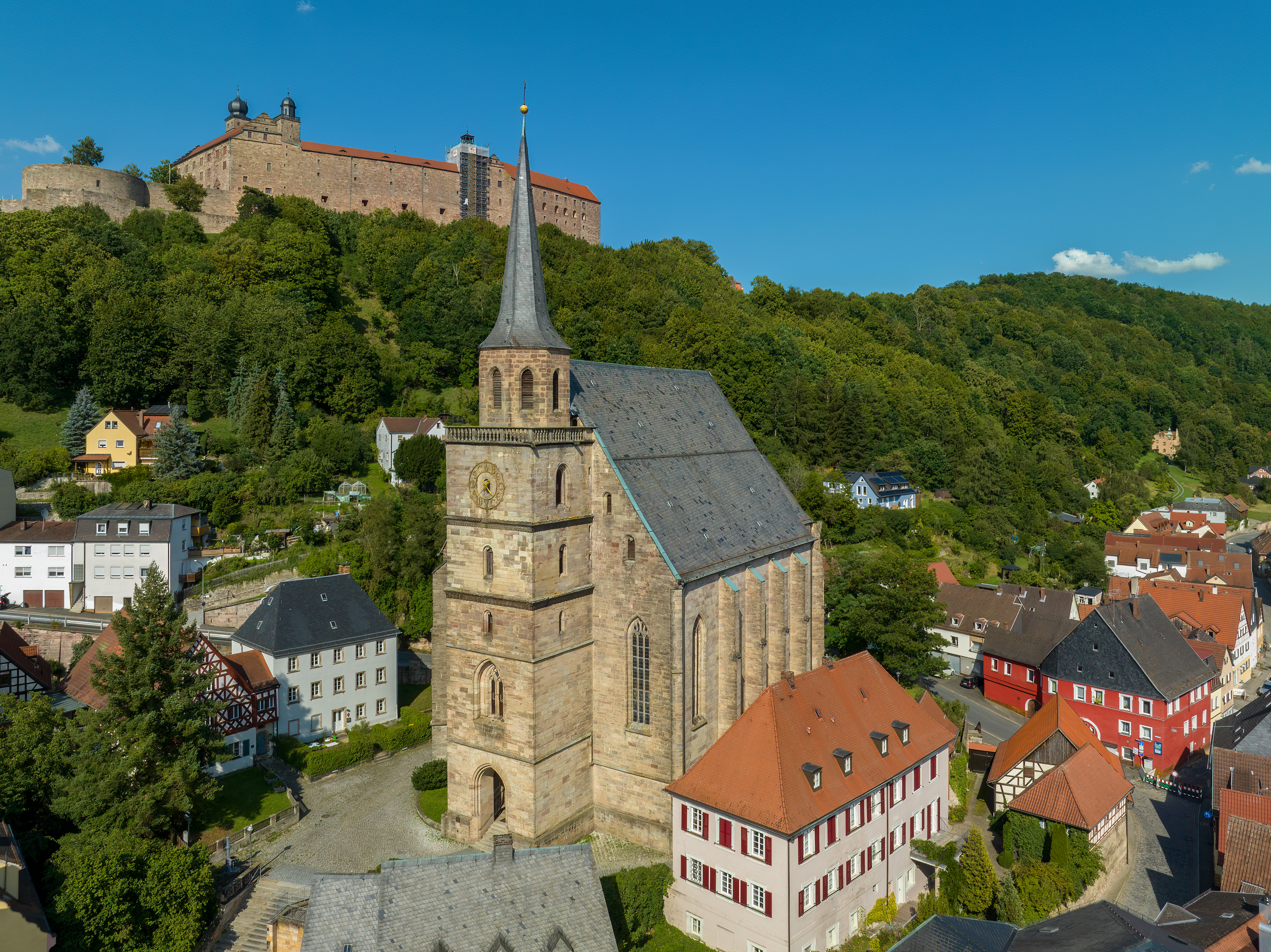
Petrikirche
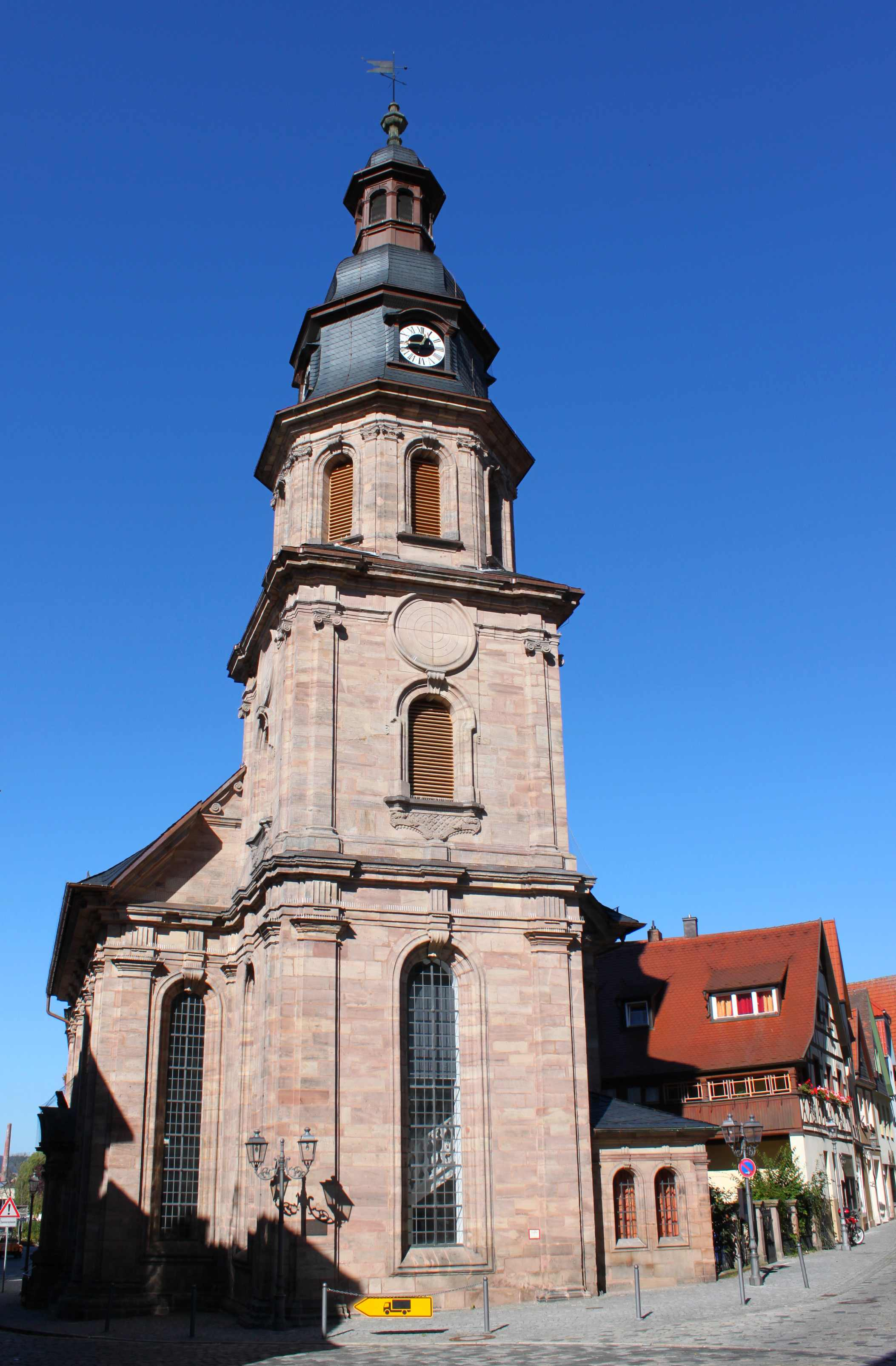
Spitalkirche
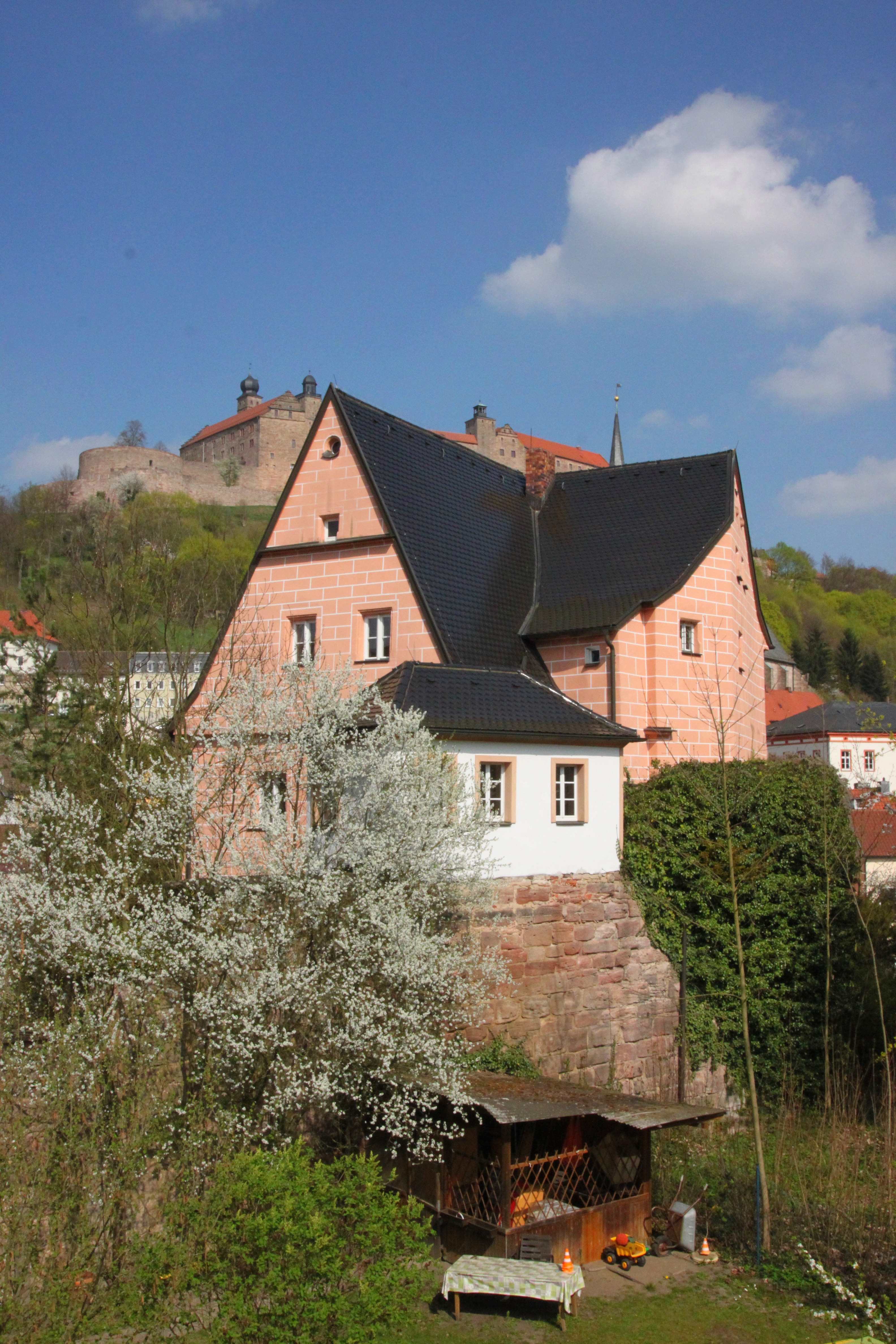
Künßberger Schlößlein am Schießgraben
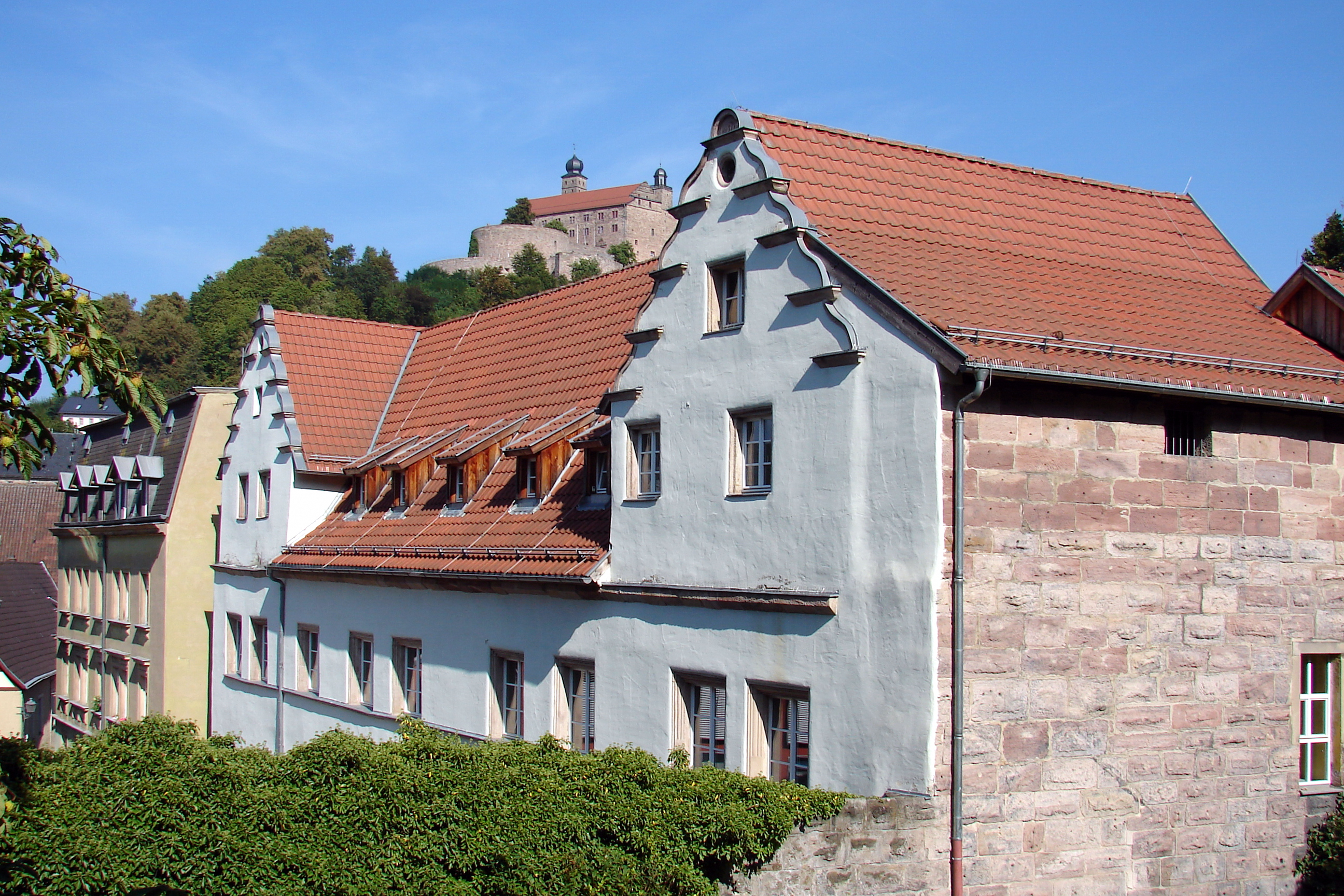
Burggut Waaggasse 5
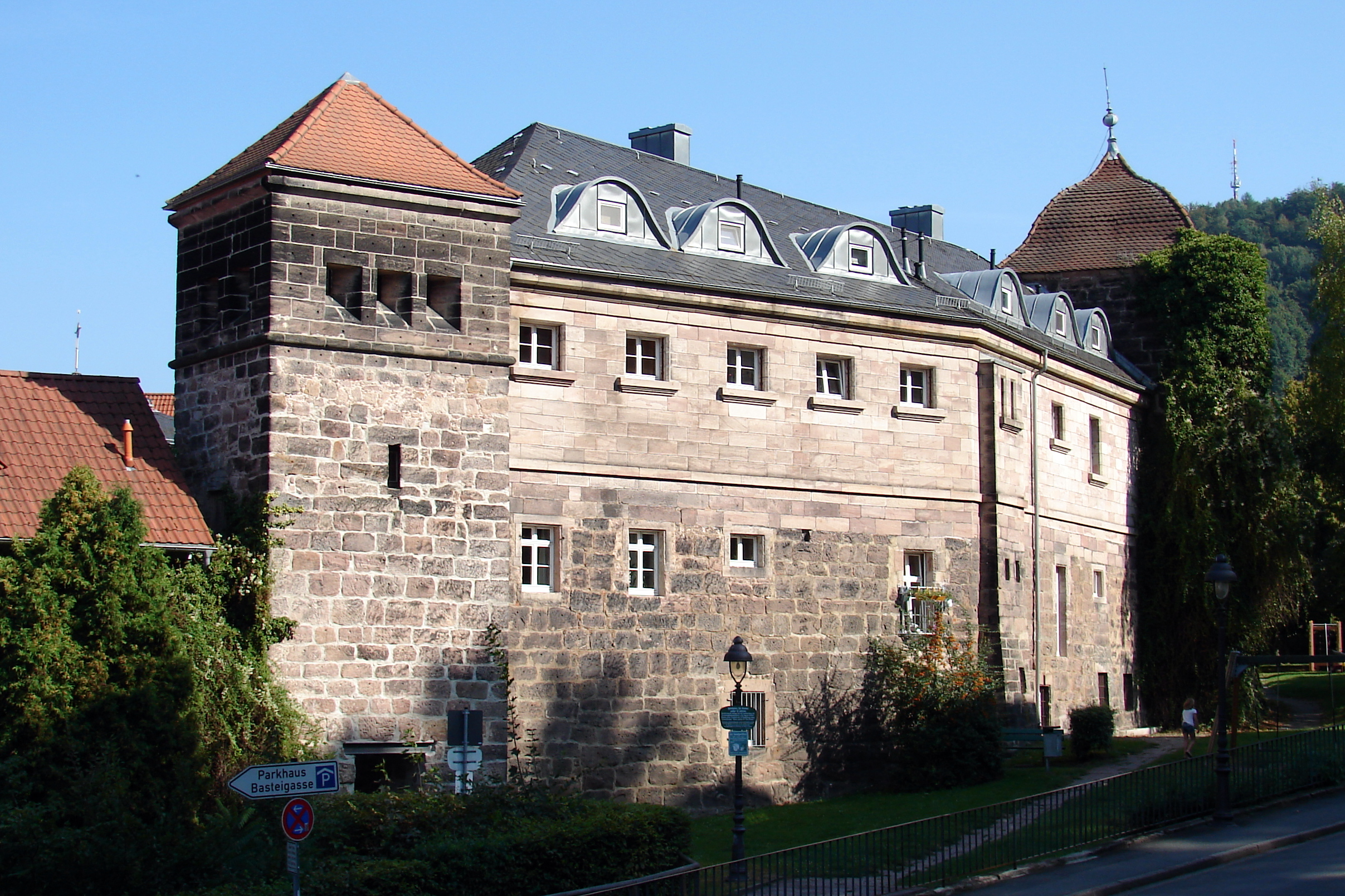
Fronfeste am Schießgraben
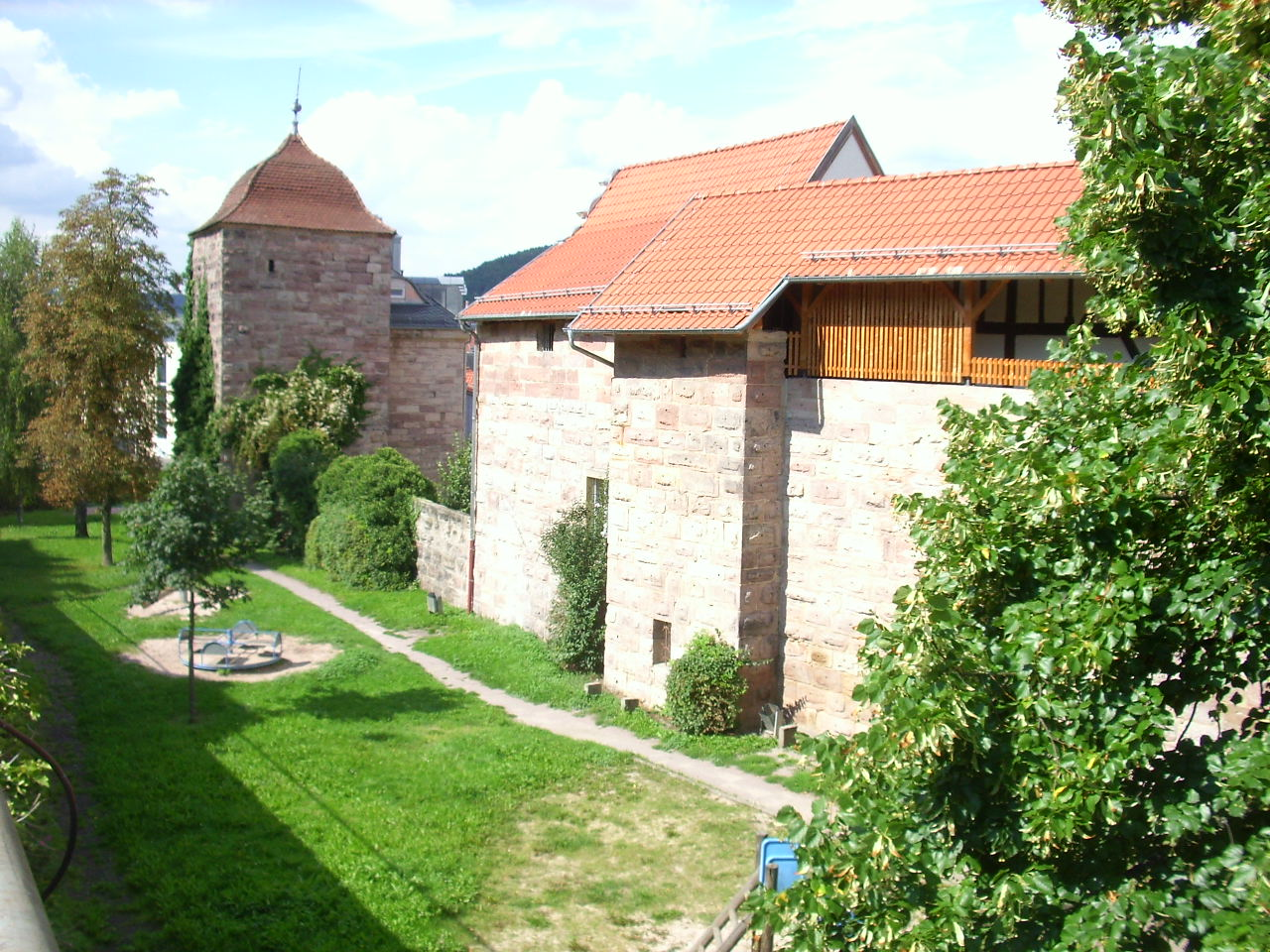
Buckelquaderturm und Stadtmauer am Schießgraben
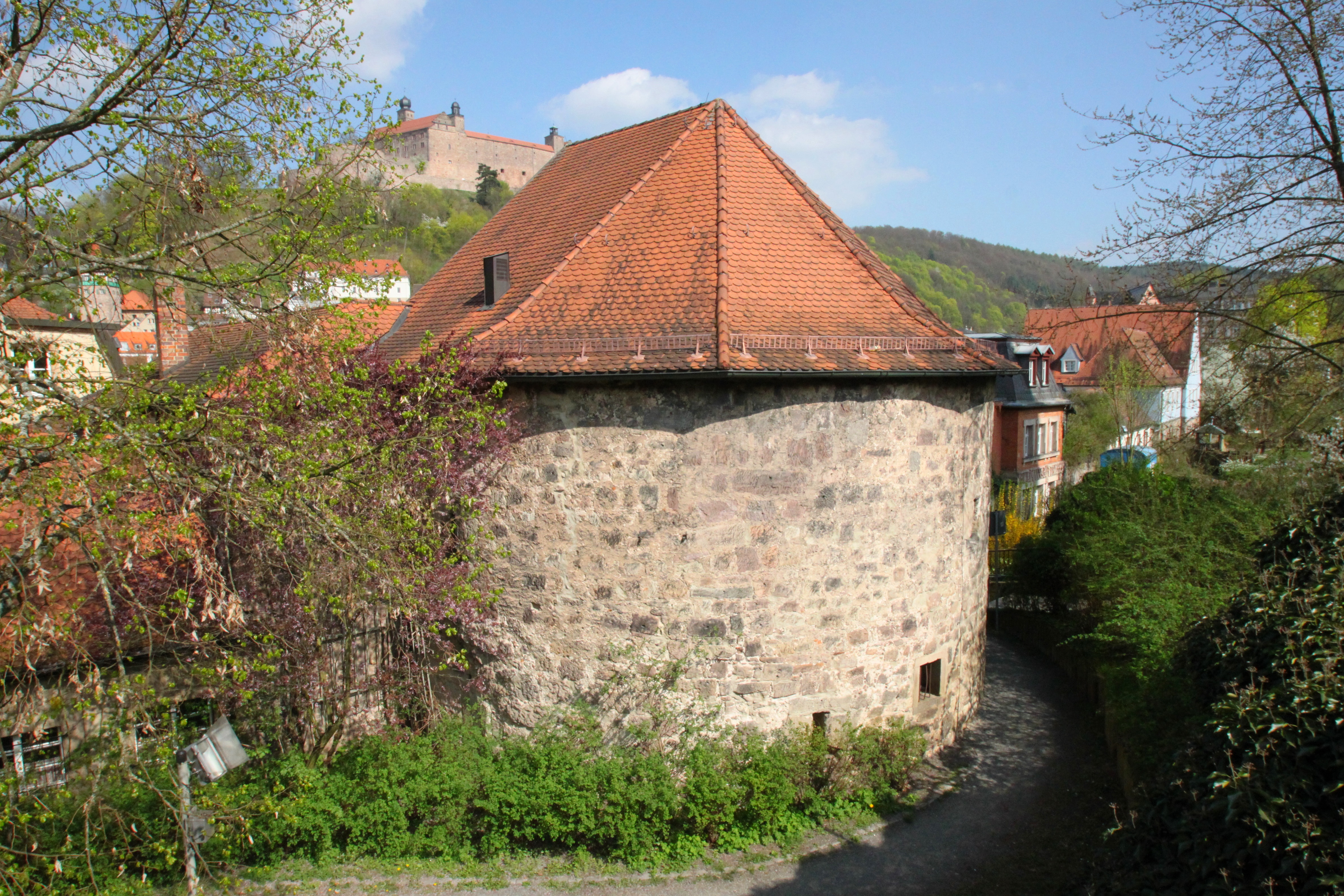
Heilingschwertturm am Schießgraben

### Regelmäßige Veranstaltungen
- Das Bayerische Staatsministerium des Innern und das Polizeipräsidium Oberfranken veranstalten in Zusammenarbeit mit Rock Antenne und der Kulmbacher Brauerei in jedem Frühjahr eine Motorradsternfahrt nach Kulmbach. Es ist das größte Motorradtreffen Süddeutschlands und findet seit 2001 regelmäßig Ende April statt – nur pausierend aufgrund der Corona-Pandemie in den Jahren 2020 bis 2022.[63]
- Kulmbacher Volksfest im Mai
- Dreitägiges Altstadtfest in weiten Bereichen der Innenstadt im Juli
- Blaicher Kerwa im Juni
- Kulmbacher Oldtimer-Treffen im Juni, Ausfahrt mit limitierter Teilnehmerzahl, die Fahrzeug-Ausstellung am Sonntag ist unlimitiert.
- Am Gregori-Tag im Juli ziehen die Schüler aller Kulmbacher Volksschulen zum Rathausplatz und feiern das Gregorifest.
- Seit 1939 findet Ende Juli/Anfang August die Kulmbacher Bierwoche der Kulmbacher Brauerei statt.
- Weihnachtsmarkt (erstes Adventswochenende Freitag bis Sonntag)
- Am Heiligen Abend treffen sich Kulmbacher und ehemalige Kulmbacher vormittags zum Frühschoppen in der Oberen Stadt. Die Straße wird gesperrt und es finden sich mehrere Tausend Besucher ein, um Freunde und lange nicht gesehene Bekannte zu treffen.
- Mönchshof Triathlon

### Kulinarische Spezialitäten

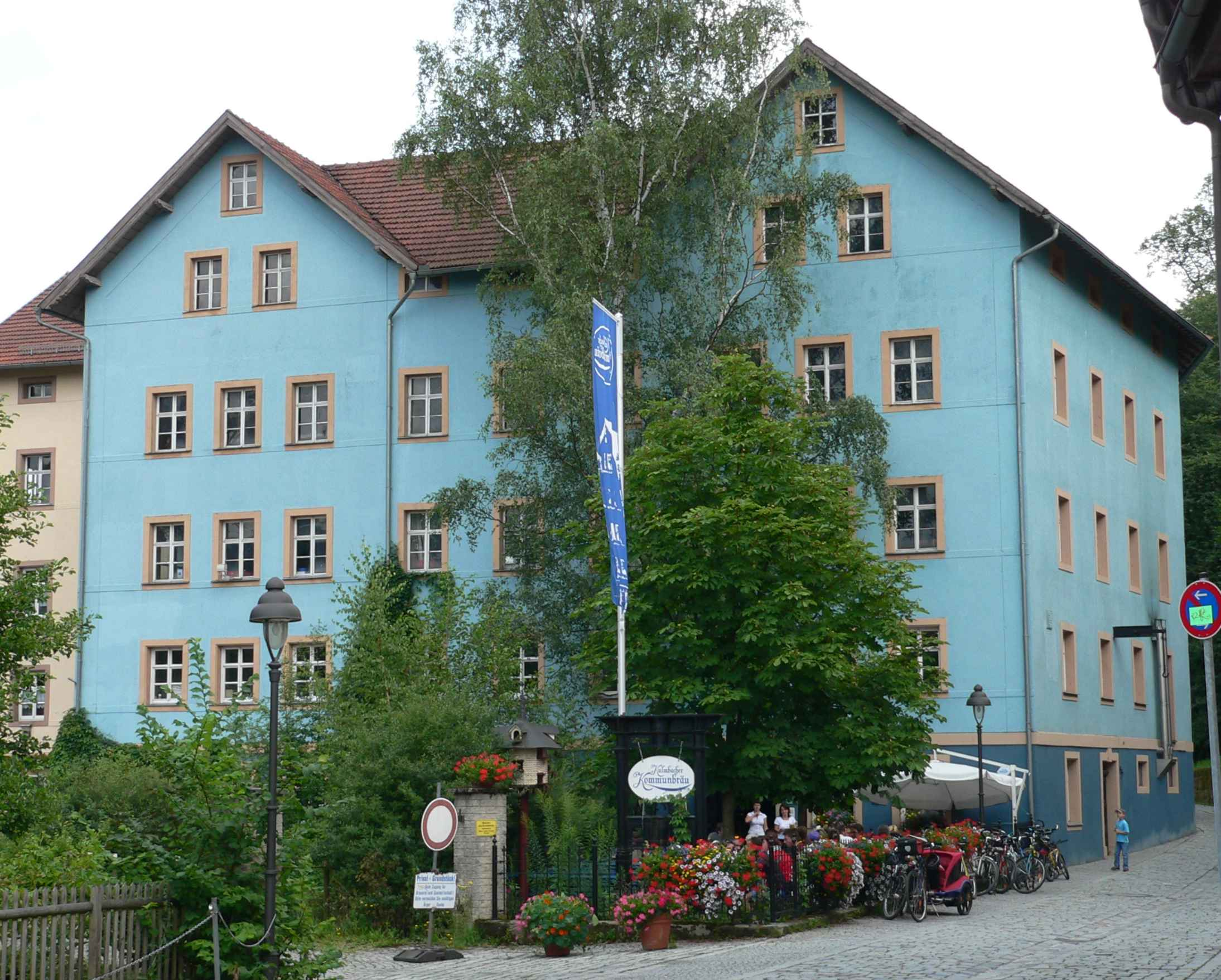
Die Kulmbacher Genossenschaftsbrauerei Kommunbräu in einer alten Mühle

Neben den üblichen oberfränkischen Spezialitäten ist die Kulmbacher Bratwurst hervorzuheben; sie besteht aus einem sehr feinen Mett und wird in einem Anisbrötchen, dem sogenannten Bratwurststollen, serviert. Die Bratwürste isst man vorzugsweise an einem der zahlreichen Bratwurststände in der Stadt. Weit über die Stadtgrenzen bekannt ist auch das von der Kulmbacher Brauerei gebraute Starkbier EKU 28, welches jahrelang als stärkstes Bier der Welt galt. Ihren Ruf als Lebensmittelstandort verdankt die Stadt Kulmbach auch dem Max Rubner-Institut (Bundesanstalt für Lebensmittelsicherheit, ehemals Bundesanstalt für Fleischforschung), das seit dem BSE-Skandal in den 2000er-Jahren stark aufgewertet wurde.

## Wirtschaft

### Unternehmen
Kulmbach ist traditionell ein Produktionsstandort der Getränke- und Lebensmittelindustrie. Eines der ältesten Kulmbacher Unternehmen ist die 1856 gegründete und heute international tätige IREKS GmbH mit den Geschäftsfeldern Backzutaten für Bäcker und Konditoren, Braumalze, Aromen, Speiseeis-Produkte und Agrarhandel. Die RAPS GmbH & Co. KG produziert in mehreren über Kulmbach verteilten Werken Gewürze für gewerbliche Anwendungen. Relativ neu am Ort sind die biotechnische Pharmazie in Gestalt der Axolabs GmbH (seit März 2017 Teil des britischen LGC-Konzerns), sowie der Bau und Vertrieb von Warmwasser- und Klimageräten, Wärmepumpen, Speicher- und Direktheizgeräten, wie sie die Glen Dimplex Deutschland GmbH herstellt. Die AGO AG ist auf Biomasse- und Blockheizkraftwerke und den wärme- und kältetechnischen Anlagenbau mit Kraft-Wärme-Kältekopplung spezialisiert. Bis 1996 war noch die Textilindustrie mit der Kulmbacher Spinnerei ein relevanter Wirtschaftszweig in Kulmbach. 

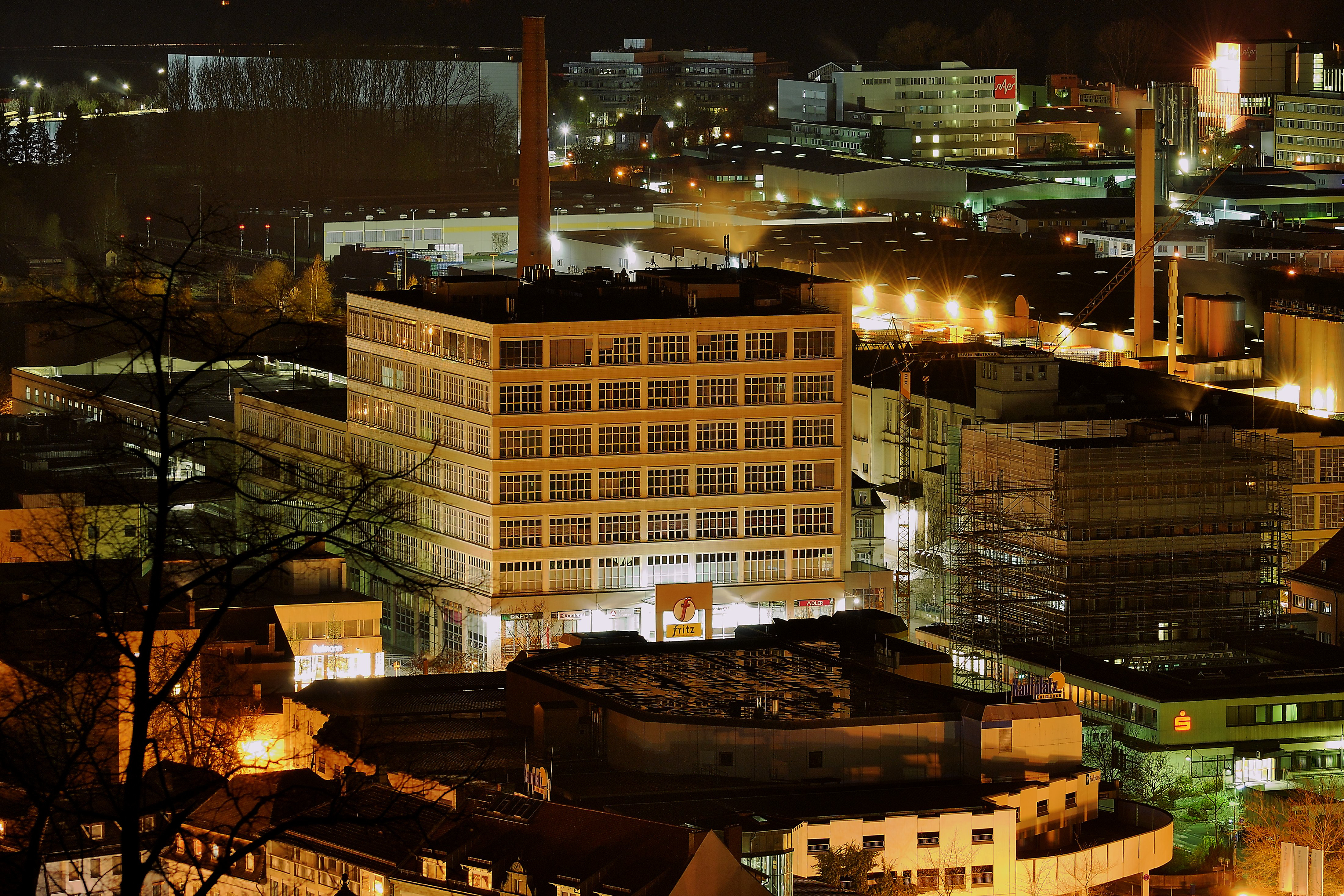
Einkaufszentrum „fritz“ – ehemals Kulmbacher Spinnerei

### Bildung
Am 20. Juni 2017 beschloss das Bayerische Kabinett im Kulmbacher Rathaus die Errichtung einer siebten Fakultät der Universität Bayreuth. Die Fakultät „Life Sciences – Food & Health“ soll der Erforschung von Nachhaltigkeit und Gesundheit von Ernährung und Lebensmitteln dienen. Der Fakultäts-Campus soll in Kulmbach auf dem ehemaligen Güterbahnhofs-Gelände 1000 Studienplätze bei 20 Professuren bieten. Neben einer enormen Aufwertung des Bildungsstandorts erhofft sich die Stadt eine Erholung vom Bevölkerungsschwund der letzten Jahre. Die Fertigstellung ist 2019 geplant, die ersten Immatrikulationen sind 2020 erfolgt.
Die Max-Hundt-Volksschule Kulmbach ist eine der ersten zehn Ganztagsschulen in Bayern. Es gibt das Markgraf-Georg-Friedrich-Gymnasium und das Caspar-Vischer-Gymnasium sowie die Carl-von-Linde-Realschule und die zum Beruflichen Schulzentrum (BSZ) gehörende Hans-Wilsdorf-Schule (Berufsschule) und Adalbert-Raps-Schule (Berufliche Oberschule). Die zum BSZ gehörende Wirtschaftsschule liegt in Neuenmarkt.
Weitere Bildungseinrichtungen sind die Fachschule für Bautechnik, Fachrichtung Hochbau, Heizungs-, Lüftungs- und Klimatechnik sowie die Fachschule für Lebensmitteltechnik lemitec (ebenfalls am BSZ), die Akademie für Neue Medien, die Schule für Pharmazeutisch-Technische Assistenten und die Städtische Musikschule Kulmbach.

### Verkehr
- Der Bahnhof Kulmbach befindet sich an der zweigleisigen, nicht elektrifizierten Bahnstrecke Bamberg–Hof und wird von den Eisenbahnunternehmen DB Regio und Agilis bedient. Alle zwei Stunden fährt DB Regio mit Zügen der Baureihe 612 als Regional-Express nach Lichtenfels und in der Gegenrichtung nach Hof bzw. über Bayreuth nach Nürnberg. In der anderen Stunde fährt ein Zug der Baureihe 641 als Regional-Express nach Bamberg über Lichtenfels und in der Gegenrichtung nach Hof bzw. nach Bayreuth. Beide Züge verkehren mit zwei verschiedenen Zugteilen, die im Bahnhof Neuenmarkt-Wirsberg getrennt bzw. vereinigt werden. Die Züge der Agilis werden mit der Baureihe 650 gefahren. Es bestehen stündliche Verbindungen nach Bad Rodach über Lichtenfels und Coburg und in der Gegenrichtung nach Bayreuth.
- Der städtische öffentliche Personennahverkehr wird im Rahmen des VGN mit fünf Stadtbuslinien abgewickelt. Hinzu kommen 30 Regionallinien,[14] darunter die werktags im Stundentakt verkehrende Campus Linie zwischen Kulmbach und Bayreuth.[70]
- Anschluss an die Bundesstraßen 85 (Berga–Passau), 289 (Coburg–Rehau) und in sechs Kilometer Entfernung bei Untersteinach B 303 (Schweinfurt–Fichtelgebirge–Schirnding) sowie an die Bundesautobahn 9 (München–Berlin) und 70 (Bayreuth–Schweinfurt)
- Der Flugplatz Kulmbach (506 m ü. NHN) mit Asphaltbahn (719 × 30 Meter) liegt rund drei Kilometer nördlich der Stadt Kulmbach.
- Durch Kulmbach verläuft der Fränkische Marienweg.

#### Kritik
Kulmbach war die erste Stadt Deutschlands, die im Jahr 2021 eine öffentliche Tiefgarage für Elektroautos und Hybridfahrzeuge sperrte, nachdem dort 2020 ein Fahrzeug mit Verbrennungsmotor brannte. Die Stadt Kulmbach begründete die von der bundesweiten Öffentlichkeit kritisch wahrgenommene Entscheidung mit Brandschutzbedenken der örtlichen Feuerwehr.

### Öffentliche Einrichtungen
- Polizeiinspektion Kulmbach[73]
- Finanzamt Kulmbach[74]
- Stadtverwaltung Kulmbach[75]
- Landratsamt Kulmbach[76]
- Bayerische Kontrollbehörde für Lebensmittelsicherheit und Veterinärwesen[77]
- Amt für Ernährung, Landwirtschaft und Forsten Coburg-Kulmbach[78]
- Agentur für Arbeit Kulmbach[79]
- Klinikum Kulmbach

## Persönlichkeiten

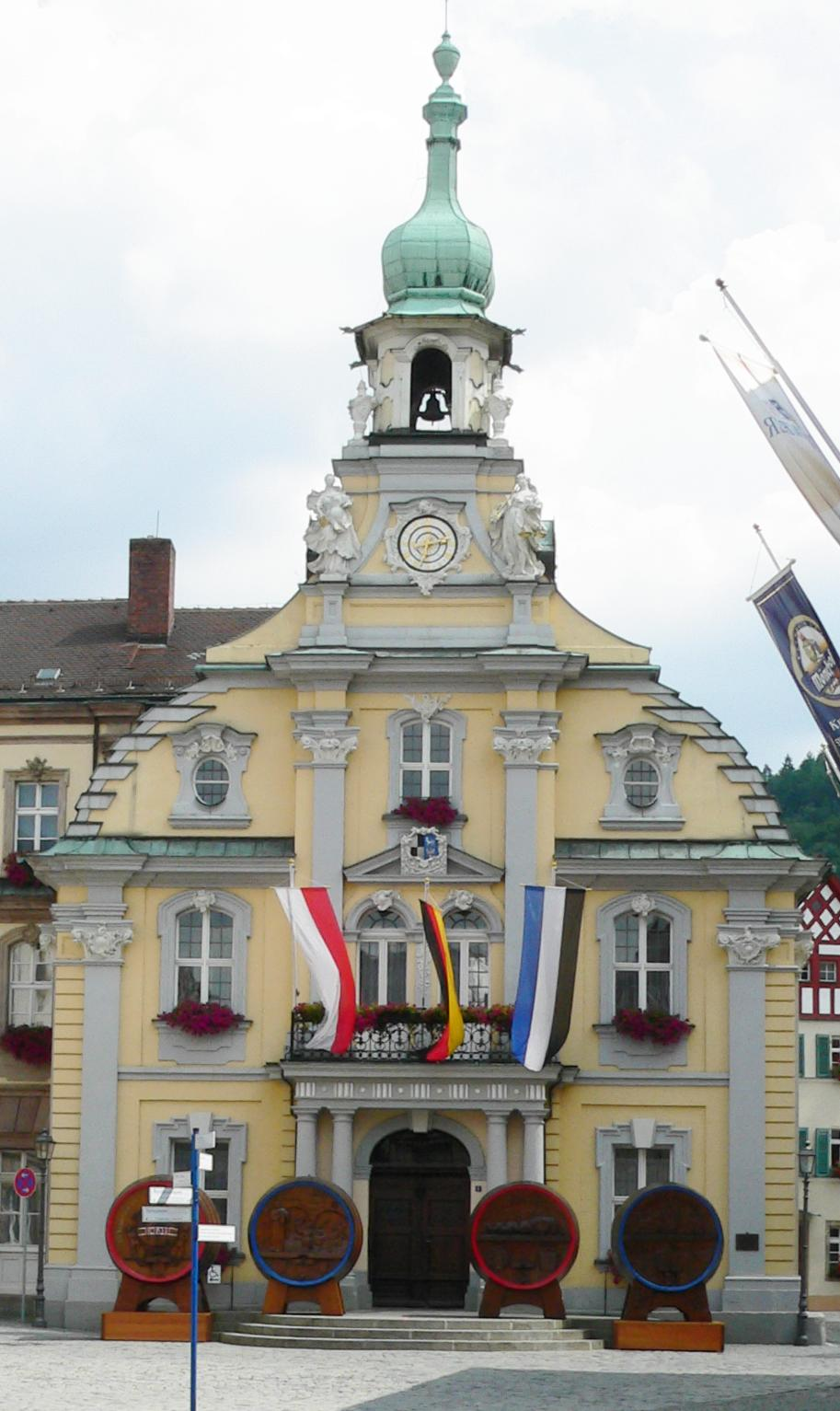
Kulmbacher Rathaus mit den traditionellen Bierfässern anlässlich des Bierfestes

### Söhne und Töchter der Stadt
In alphabetischer Reihenfolge
- Ludwig Agricola (um 1508–nach 1540), Theologe, Reformator
- Hermann Amos (1880–1950), Ingenieur und Baubeamter
- Ludwig Bachmann (1856–1937), Schachhistoriker
- Josef Albert Benkert (1900–1960), expressionistischer Maler
- Jo Blankenburg, geboren als Jochen Fuchs (* 1972), Komponist
- Anna Bosch (* 1973), Fernsehmoderatorin
- Fredi Camminadi (1924–2023), Politiker (SPD) und Bürgermeister von Hemer
- Armin Eck (* 1964), Fußballtrainer und ehemaliger Fußballspieler
- Johann Eck (* um 1494–1554), Theologe, Reformator
- Jakob Ellrod (1601–1671), Pfarrer, Astronom und Mathematiker, Stammvater der Reichsfreiherrn von Ellrod
- Erik Engelhardt (* 1998), Fußballspieler
- Walter Erhardt (* 1952), Botaniker und Gartenschriftsteller, war bis zu seiner Pensionierung Lehrer, Leiter des Medienzentrums und fachlicher Mitarbeiter des Schulamts.
- Andreas Ernst Etlinger (1756–1785), Arzt und Botaniker, Pflanzengattung Etlingera wurde nach ihm benannt
- Rüdiger Feulner (* 1969), Theologe, Professor und Vatikan-Diplomat
- Johann Leonhard Fischer (1760–1833), Anatom und Chirurg
- Johann Fladenstein (1558–1618), Richter am Hofgericht, Geheimrat und Stifter mehrerer Stipendien
- Bernd Förtsch (* 1962), Gründer und Inhaber des Börsenmagazins Der Aktionär, Betreiber des Deutschen Anleger Fernsehens DAF
- Mirjam Glanz (* 1977), Politikerin (Bündnis 90/Die Grünen), Mitglied des Hessischen Landtags
- Elise Gleichmann (1854–1944), Mundartdichterin, Volkskundlerin und Sagensammlerin
- Philipp Simon Goletz alias Frankensima (* 1954), Entertainer, Autor und Musiker
- Pankraz Gutteter (1472–1532), Fernhändler
- Georg Hagen (1887–1958), Politiker (SPD)
- Karl Herold (1921–1977), Politiker (SPD)
- Alexander Herrmann (* 1971), Sterne- und Fernsehkoch
- Karl Hetz (1828–1899), Maler, Professor und Kunsterzieher in München
- Heinrich Hoffmann (1878–1969), Offizier, Generalmajor
- Nikolaus Hollweg (1897–1923), Polizist, Opfer des Hitlerputsches
- Johann Konrad Irmischer (1797–1857), evangelischer Theologe und Bibliothekar in Erlangen
- Johann Christian Kapp (1764–1793), klassischer Philologe, geboren in Kirchleus
- Heiner Keupp (* 1943), Sozialpsychologe und Professor
- Johann Georg Killinger (1732–1785), Verwaltungsjurist, Stadtrichter und Landvogt im Fürstentum Bayreuth
- Rudolf Konrad (1891–1964), General der Gebirgstruppe der Wehrmacht
- Ludwig Körbitz (1809–1882), Apotheker, Bürgermeister von Berneck, Bayerischer Landtagsabgeordneter
- Johann Christoph Lauterbach (1832–1918), Violinvirtuose, Konzertmeister, Konservatoriumslehrer, Hofrat in Dresden
- Fritz Limmer (1881–1947), Fotograf, Heimatforscher, Hochschullehrer in Darmstadt
- Horst Lohse (* 1943), Komponist, Gründer und künstlerischer Leiter der „Tage der Neuen Musik“ in Bamberg
- Otto May (1897–nach 1928), Propagandafunktionär
- Dominik Meisel (* 1999), Fußballspieler
- Franz Meußdoerffer (1949–2019), Biochemiker und Hochschullehrer
- Wilhelm Meußdoerffer (1887–1966), Brauereidirektor
- Wilhelm Murrmann (1907–1975), Oberbürgermeister von Kulmbach
- Johann Matthias Nester (1622–1679), Arzt
- Wilhelm Ott (1876–1947), Landrat
- Gerhard Palder (* 1949 oder 1950), Schauspieler
- Franz Pensel (1912–1985), Politiker (FDP)
- Kaspar Preyel (unbekannt–1517), 1504–1517 Weihbischof in Bamberg und Titularbischof von Athyra (ernannt von Papst Julius II.)
- Bernd Protzner (1952–2018), Politiker (CSU)
- Wolfgang Renner (* 1959), Generalmajor der Luftwaffe
- Johann Adam Ries (1813–1889), Medailleur (Münzgraveur, Stempelschneider und Grafiker) am Münzhof in München
- Hans-Walter Schmidt-Hannisa (* 1958), Germanist
- Christian Schneider (1887–1972), Chemiker, Industrie-Manager und in der Zeit des Nationalsozialismus Wehrwirtschaftsführer
- Rudolf Schraut (1899–1970), Jurist und Nationalsozialist
- Fritz Schuberth (1897–1977), Politiker (NSDAP) und SS-Oberführer
- Friedrich Sesselmann (um 1410–1483), 1445–1483 Kanzler des Kurfürstentums Brandenburg, 1455–1483 Bischof von Lebus
- Sigmund Theophil Staden (1607–1655), Organist, Komponist, Stadtpfeifer, Maler und Dichter. Komponist der ältesten vollständig erhaltenen deutschen Oper Das geistlich Waldgedicht oder Freudenspiel, genant Seelewig (UA Nürnberg 1644; Librettist: Georg Philipp Harsdörffer)
- Jürgen Teipel (* 1961), Journalist und Schriftsteller[80]
- Dilara Türk (* 1996), deutsch-türkische Fußballspielerin
- Johann Nikolaus Türk (1872–1942), Maler
- Caspar Vischer (um 1510–1579), oberster Baumeister und Ingenieur des Markgrafen Georg Friedrich beim Neubau der Plassenburg
- Nikolaus Wehner (1901–1942), Politiker (NSDAP)
- Michel Weiß (1867–1951), Maler
- Wolfgang Welsch (* 1946), Philosoph und Hochschullehrer
- Johann Peter Apollonius Weltrich (1781–1850), Rentamtmann, betrieb historische und naturkundliche Forschungen
- Nikolai Will (* 1981), Schauspieler, Filmproduzent und Hörspielsprecher
- Hans Wilsdorf (1881–1960), Geschäftsmann, Begründer der Rolex-Uhren AG
- Ludwig Zeitler (1880–1965), Landrat
- Max Zeitler (1898–1949), Landrat in Mecklenburg, Oberbürgermeister von Erfurt
- Philipp Zeitler (1901–1984), Jurist und Offizier, Stadtrat von Würzburg

### Personen, die mit Kulmbach verbunden sind
- Georg Seyfridt der Ältere (um 1502–um 1545), Arzt und Astronom, Seyfridt wirkte als Stadtarzt in Kulmbach und arbeitete außerdem als Leibarzt auf der Plassenburg
- Johann Brenck (1604–1674), Schreiner und Holzschnitzer, Brenck schuf zusammen mit Hans Georg Schlehendorn Teile der Ausstattung der Petrikirche und lebte in Kulmbach
- Hans Georg Schlehendorn (1616–1672), Holzschnitzer und Bildhauer, Schlehendorn schuf zusammen mit Johann Brenck Teile der Ausstattung der Petrikirche und lebte in Kulmbach
- Hans Georg Brenck (1632–1697), Holzschnitzer und Bildhauer, Brenck unterhielt in der Nachfolge seines Vaters eine Werkstatt in Kulmbach
- Christian Ludwig Bachmann (1763–1813), Mediziner und Musikwissenschaftler
- Hans Edelmann (1888–1973), Heimatforscher, war Lehrer in Kulmbach und ist dort gestorben
- Thomas Fuchsberger (1957–2010), Schlagersänger, Komponist, Regisseur, Fotograf und Autor, im Kulmbacher Mühlbach ertrunken
- Thomas Gottschalk (* 1950), Moderator, ist in Kulmbach aufgewachsen
- Konrad Haderlein (1932–2012), Literaturhistoriker, Lyriker und Imker in Kanada, ist in Kulmbach aufgewachsen
- Hugo Hesse (1855–1923), Naturforscher, lebte ab 1894 in Kulmbach und ist dort gestorben
- Fritz Hornschuch (1874–1955), Unternehmer, Direktor der Kulmbacher Spinnerei, lebte ab 1900 in Kulmbach und ist dort gestorben
- Christian Wilhelm von Krohnemann (1636–1686), Festungskommandant der Plassenburg, in Kulmbach gestorben
- Hans Lewerenz (1915–2006), Maler, Graphiker und Bildhauer, lebte von 1947 bis 1960 und von 1962 bis zu seinem Tod 2006 auf der Plassenburg und gestaltete zahlreiche Kunstwerke an Kulmbacher Gebäuden
- Caspar Walter Rauh (1912–1983), Maler und Zeichner, lebte ab 1955 in Kulmbach und ist dort gestorben
- Matthäus Schneider (1877–1944), SPD-Politiker, Landtagsabgeordneter, Stadtrat und Gewerkschaftsfunktionär, gestorben im KZ Dachau
- Johann Christoph Stierlein (1759–1827), Kartograf, verbrachte die Zeit seiner militärischen Laufbahn auf der Plassenburg
- Matthias Tretzscher (1626–1686), Orgelbauer, gründete 1654 eine Orgelwerkstatt in Kulmbach und ist dort gestorben

### Markgrafen von Brandenburg-Kulmbach
- Siehe Hohenzollern oder Brandenburg-Kulmbach